# Ulice i place w Braniewie

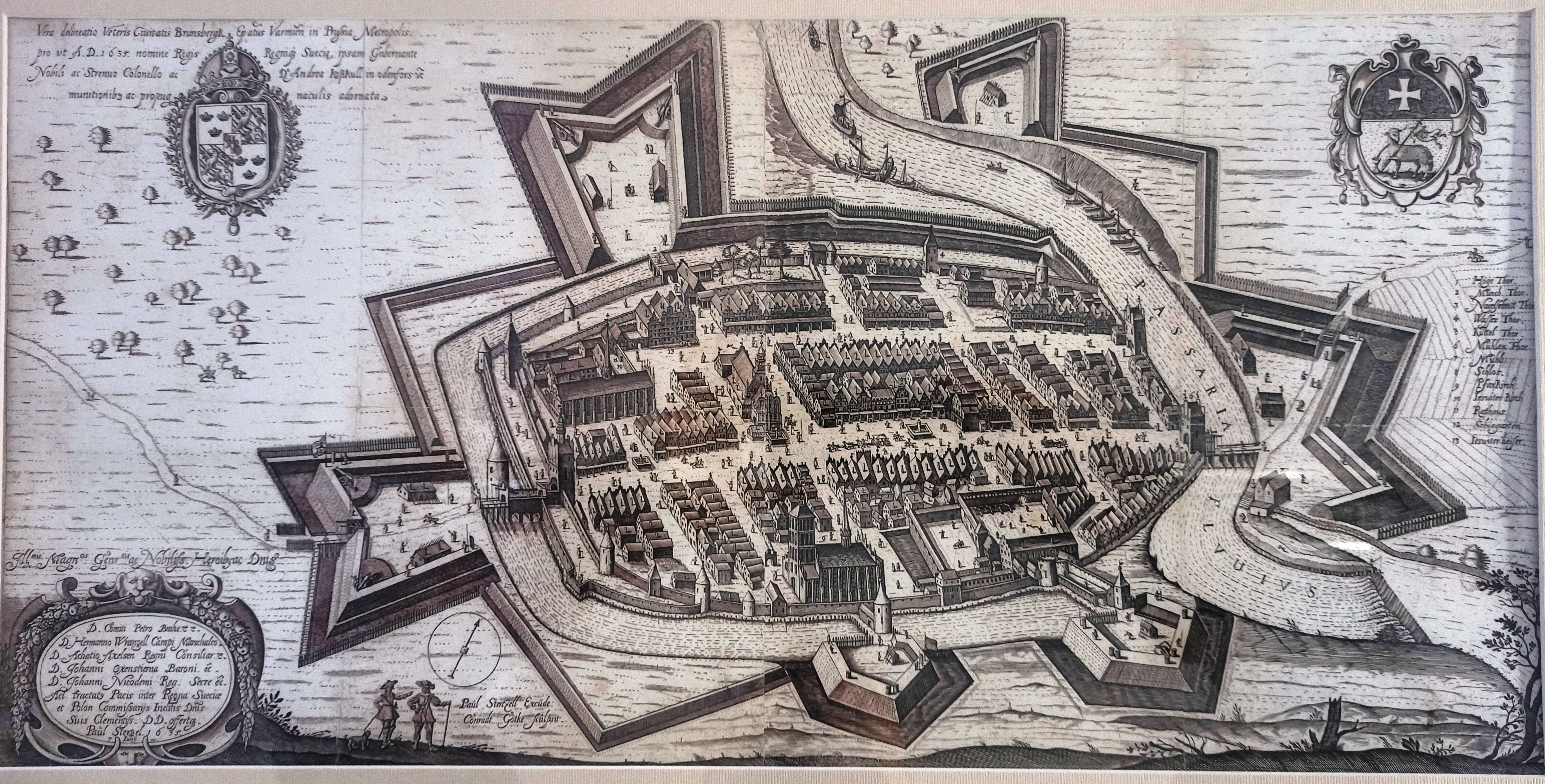
Plan Braniewa z 1635 roku z wytyczonymi ulicami Starego Miasta

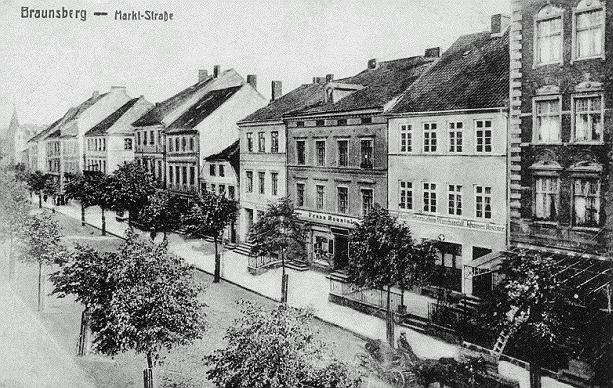
Marktstraße (ul. Kościuszki)

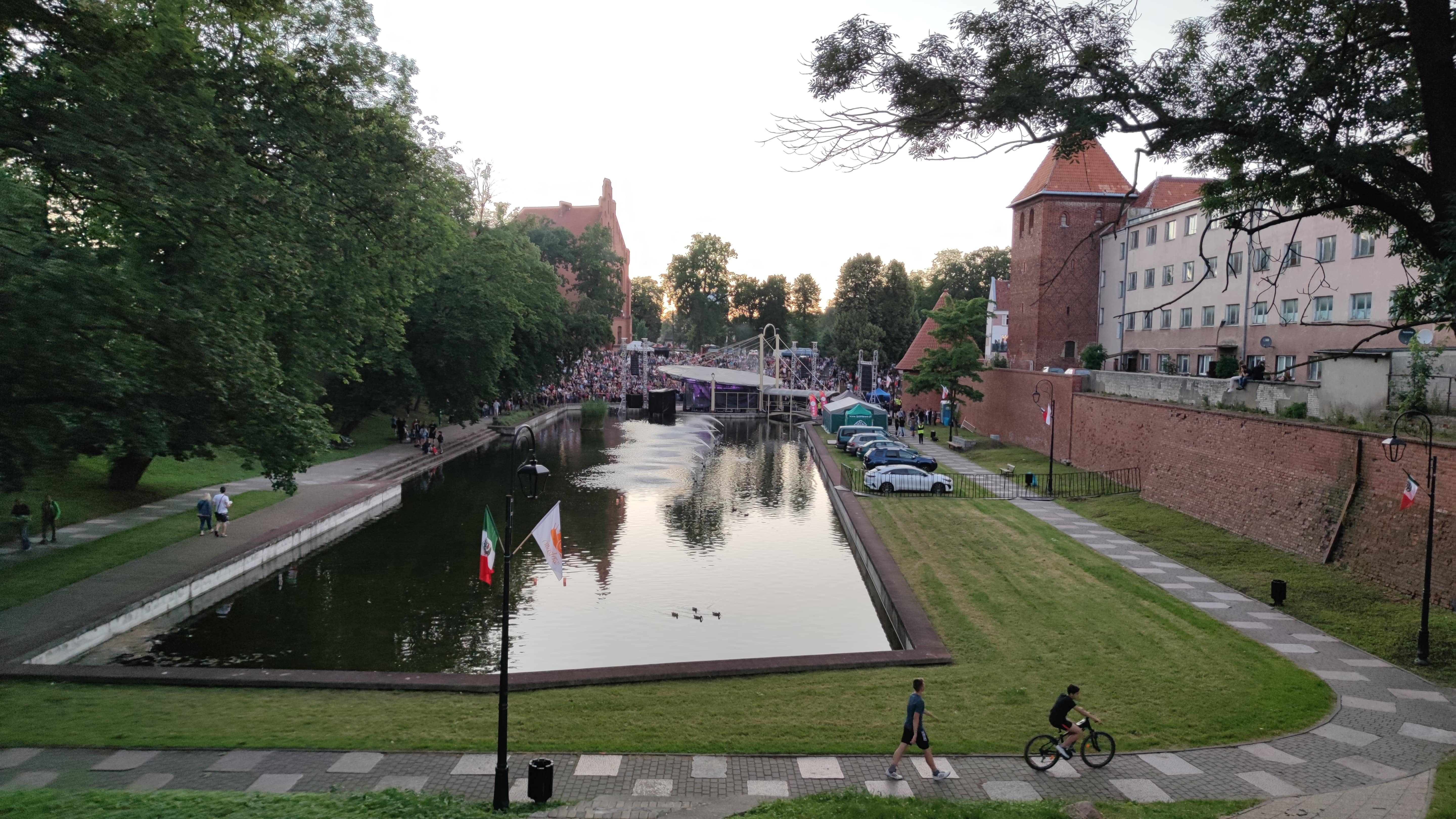
Amfiteatr im. Henryka Mrozińskiego

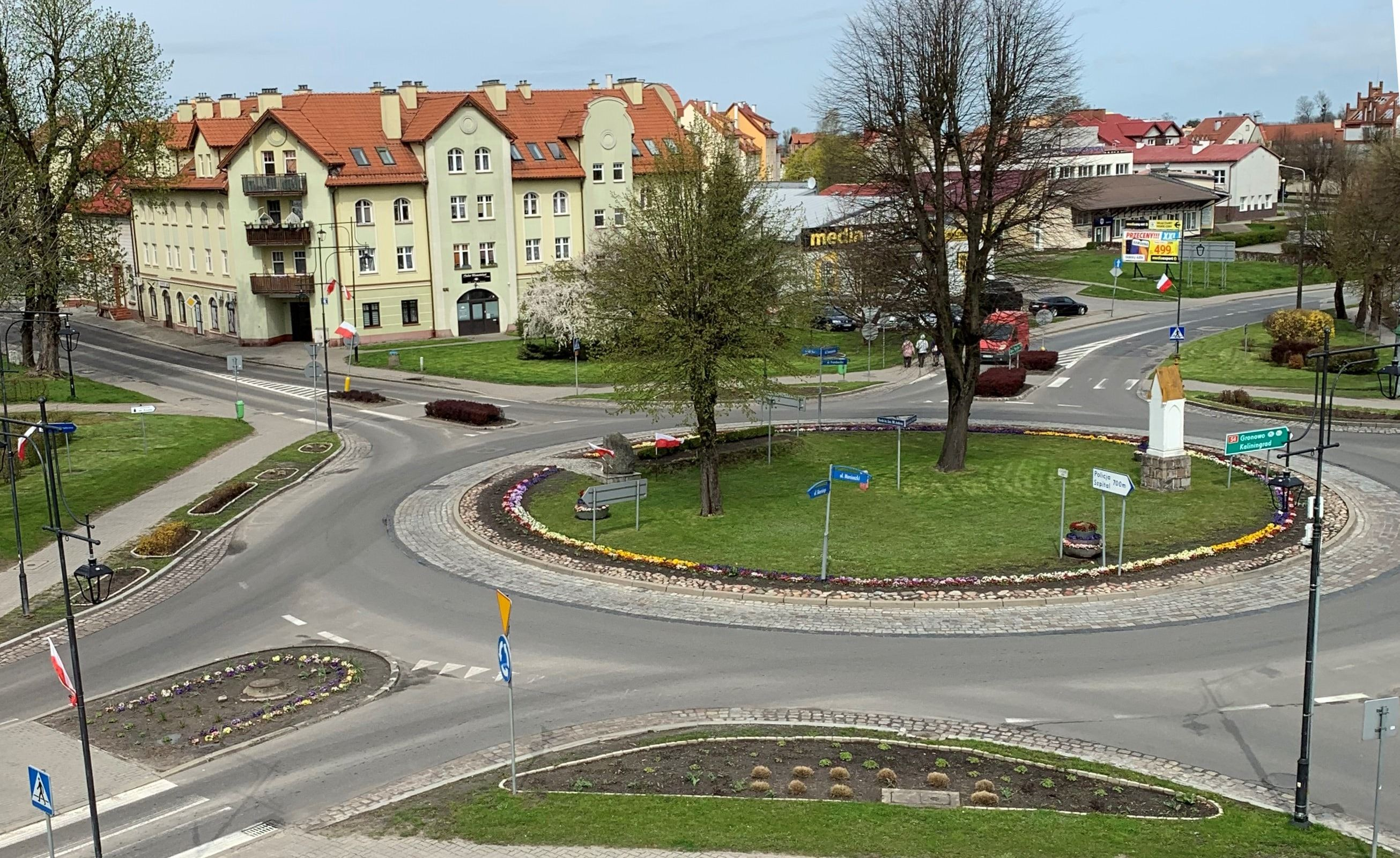
Rondo gen. Andersa (nazwane 1998)

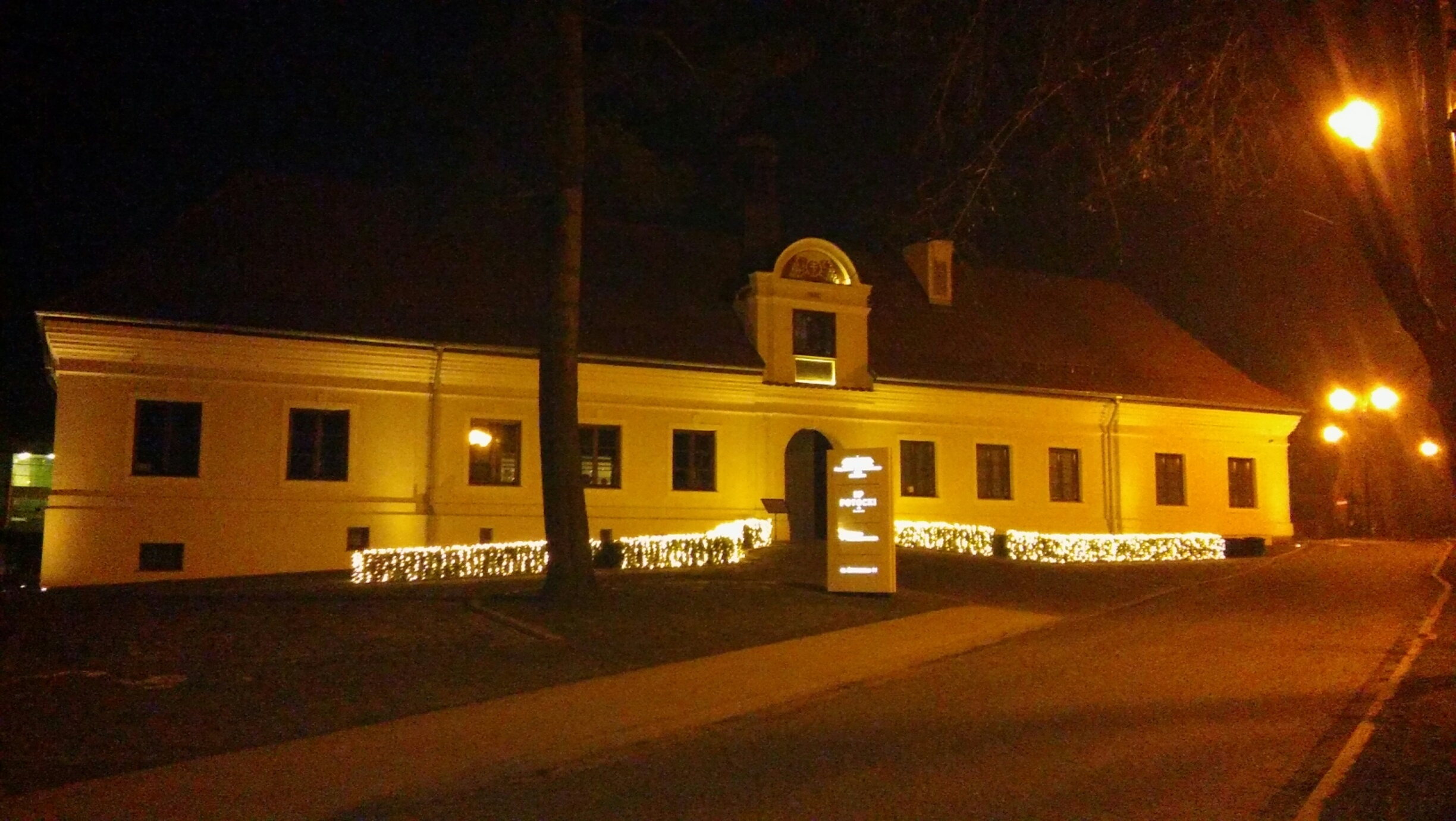
ul. Botaniczna

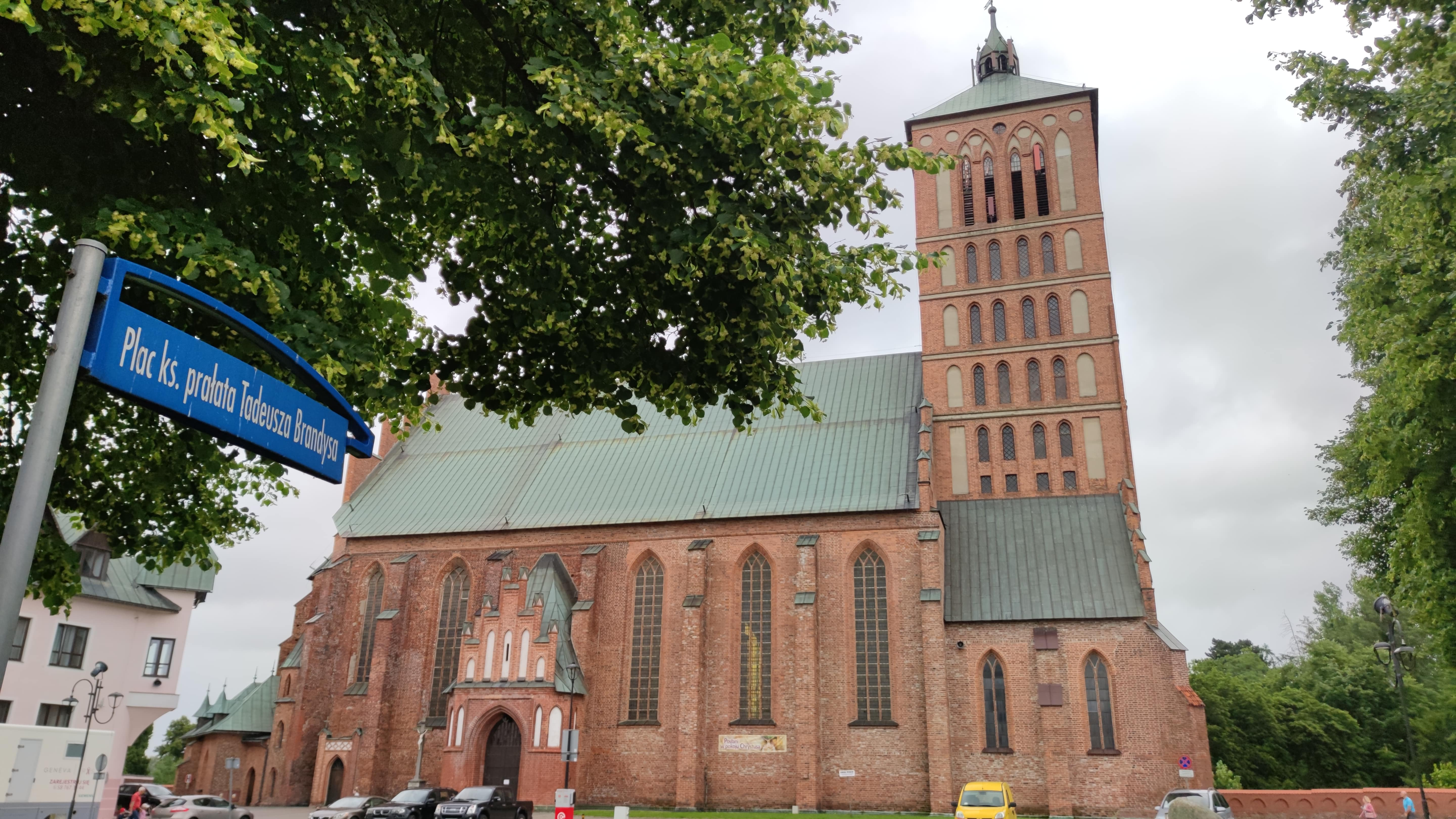
pl. ks. Brandysa

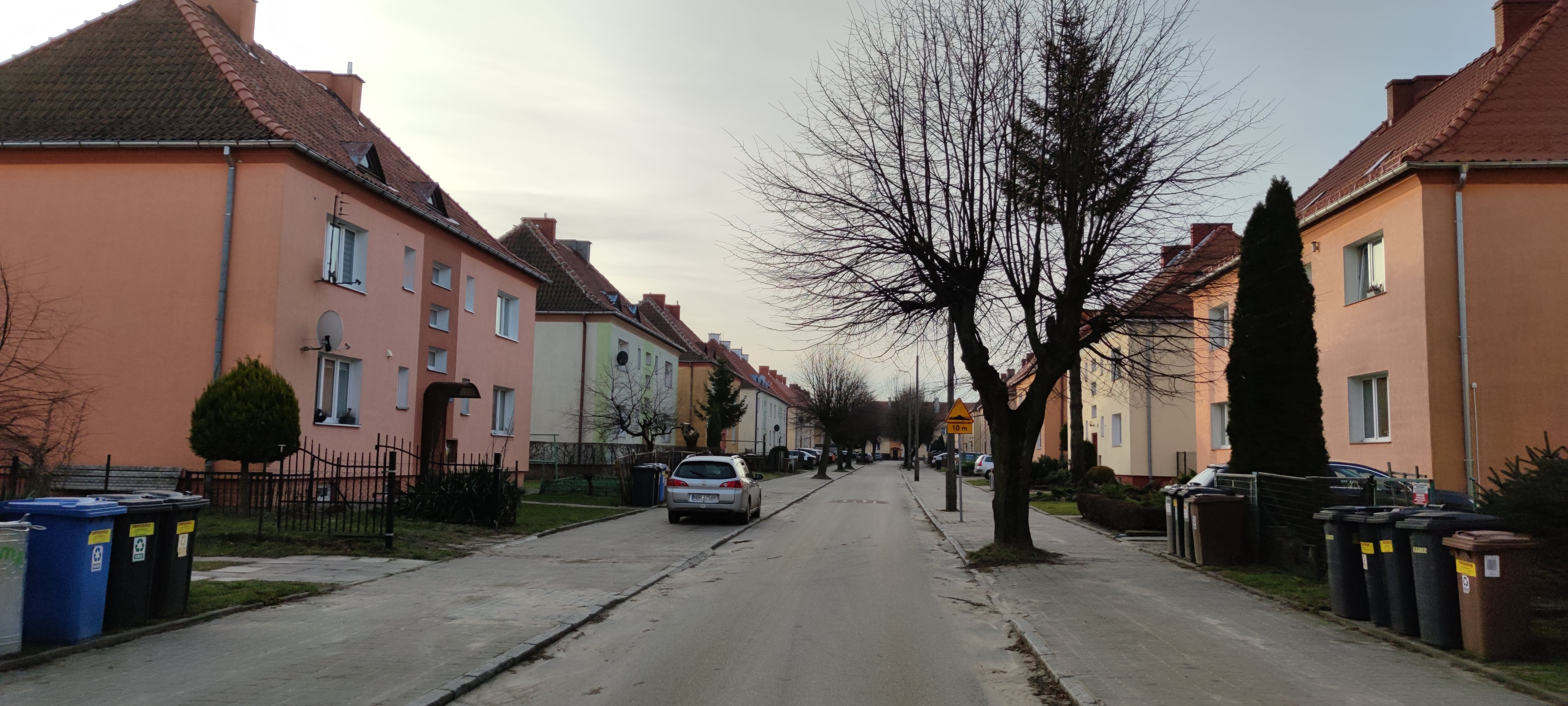
ul. Dembińskiego

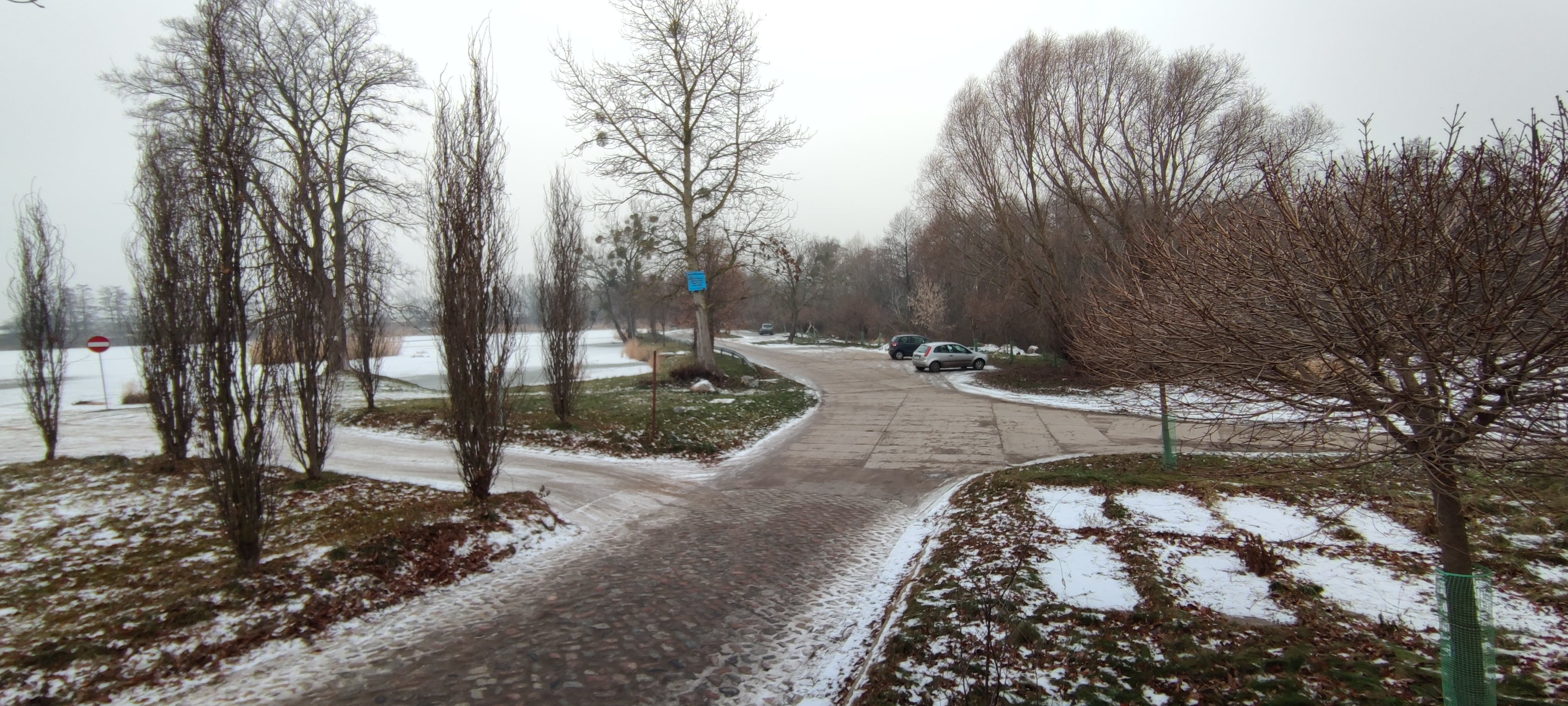
ul. Długa

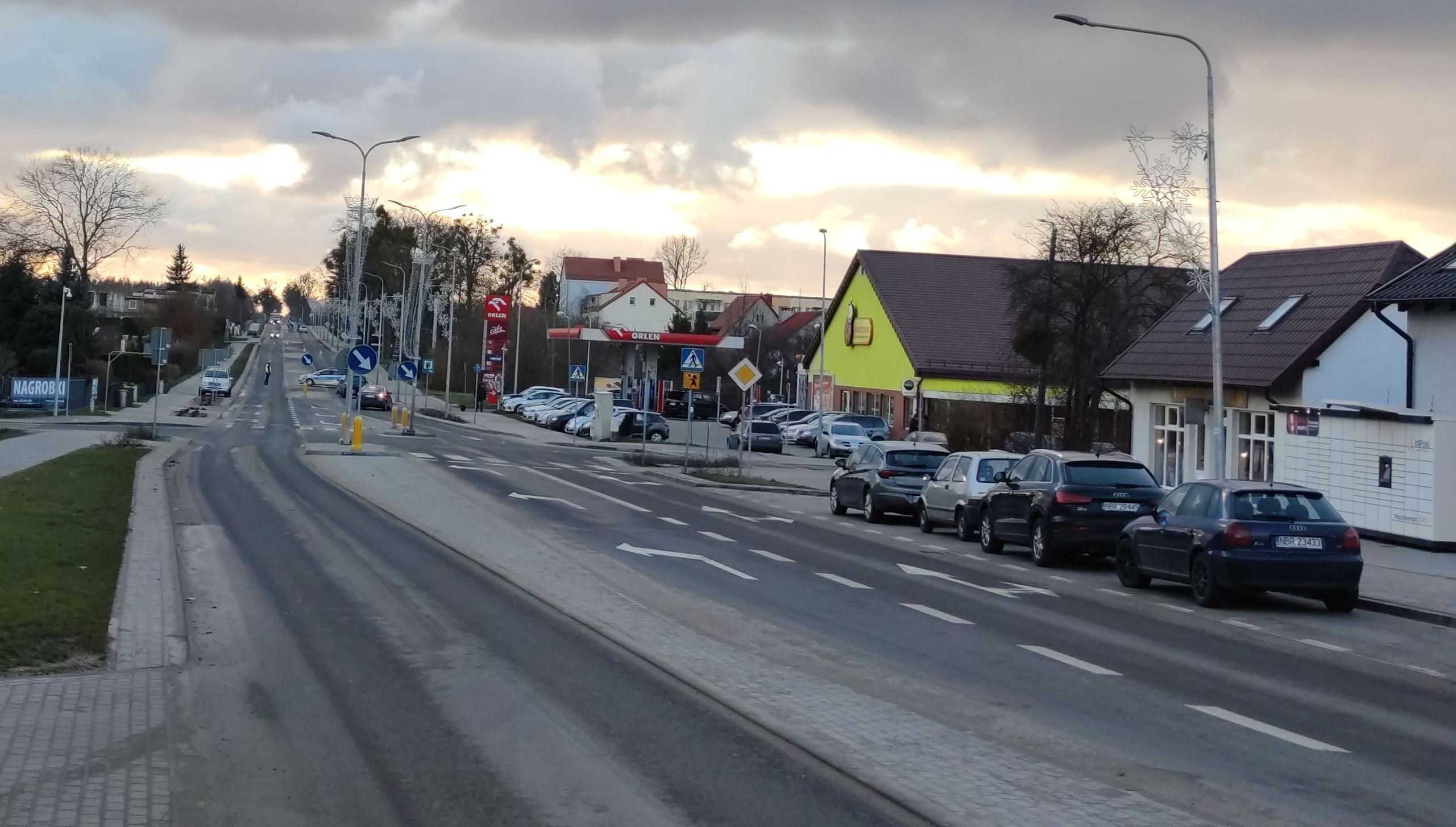
ul. Elbląska

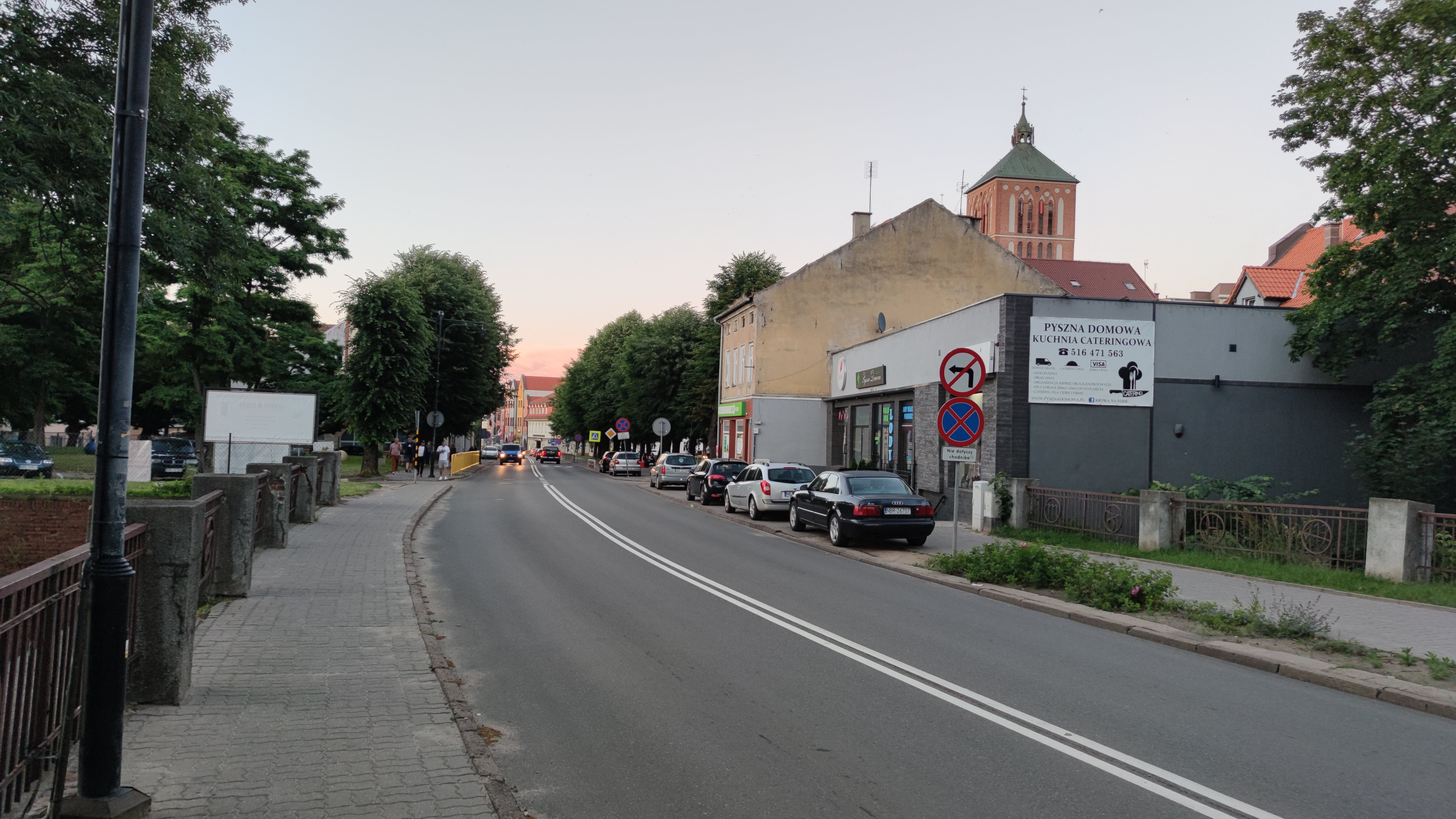
ul. Gdańska

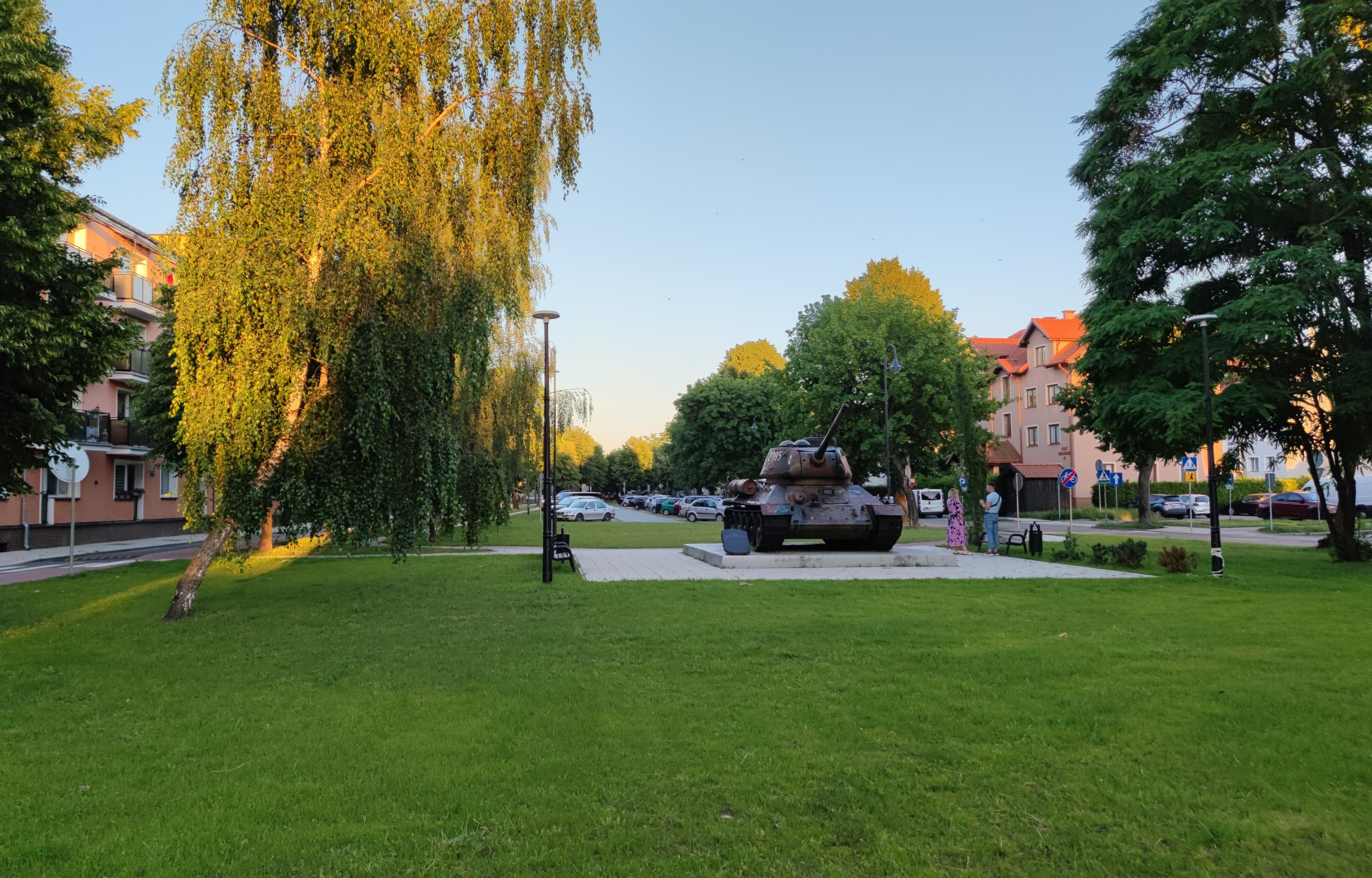
Plac Grunwaldu

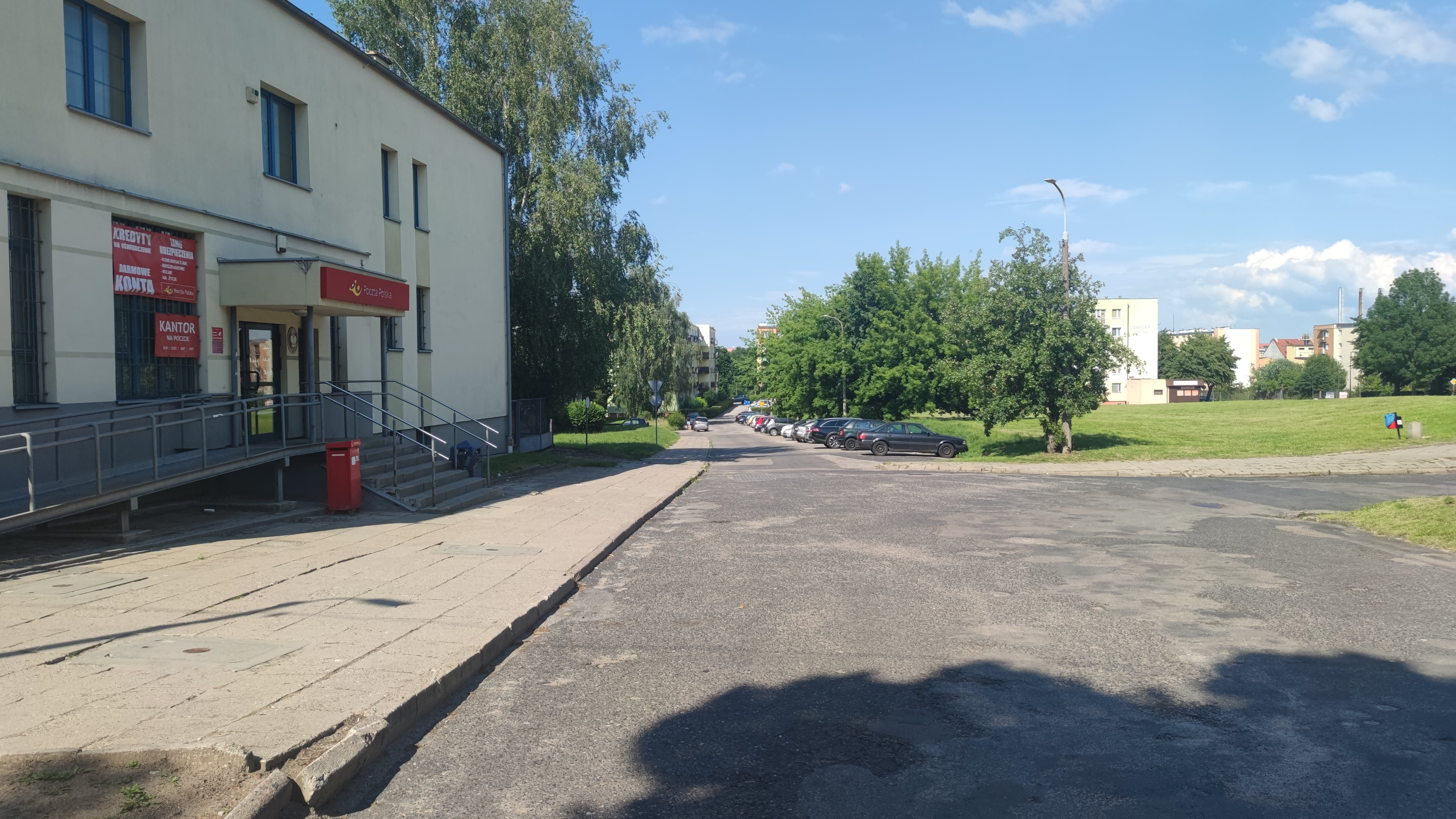
ul. Hozjusza

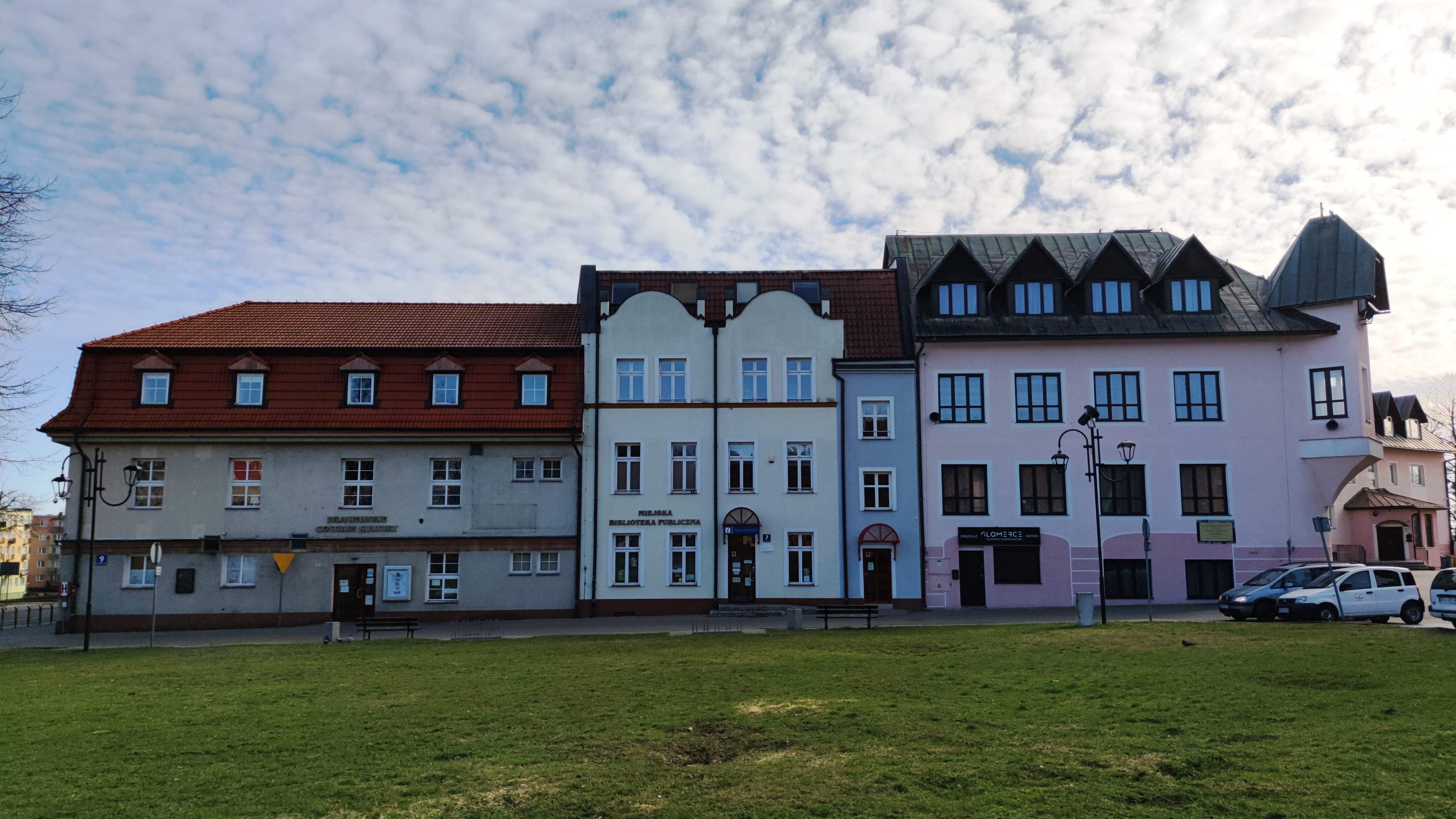
ul. Katedralna

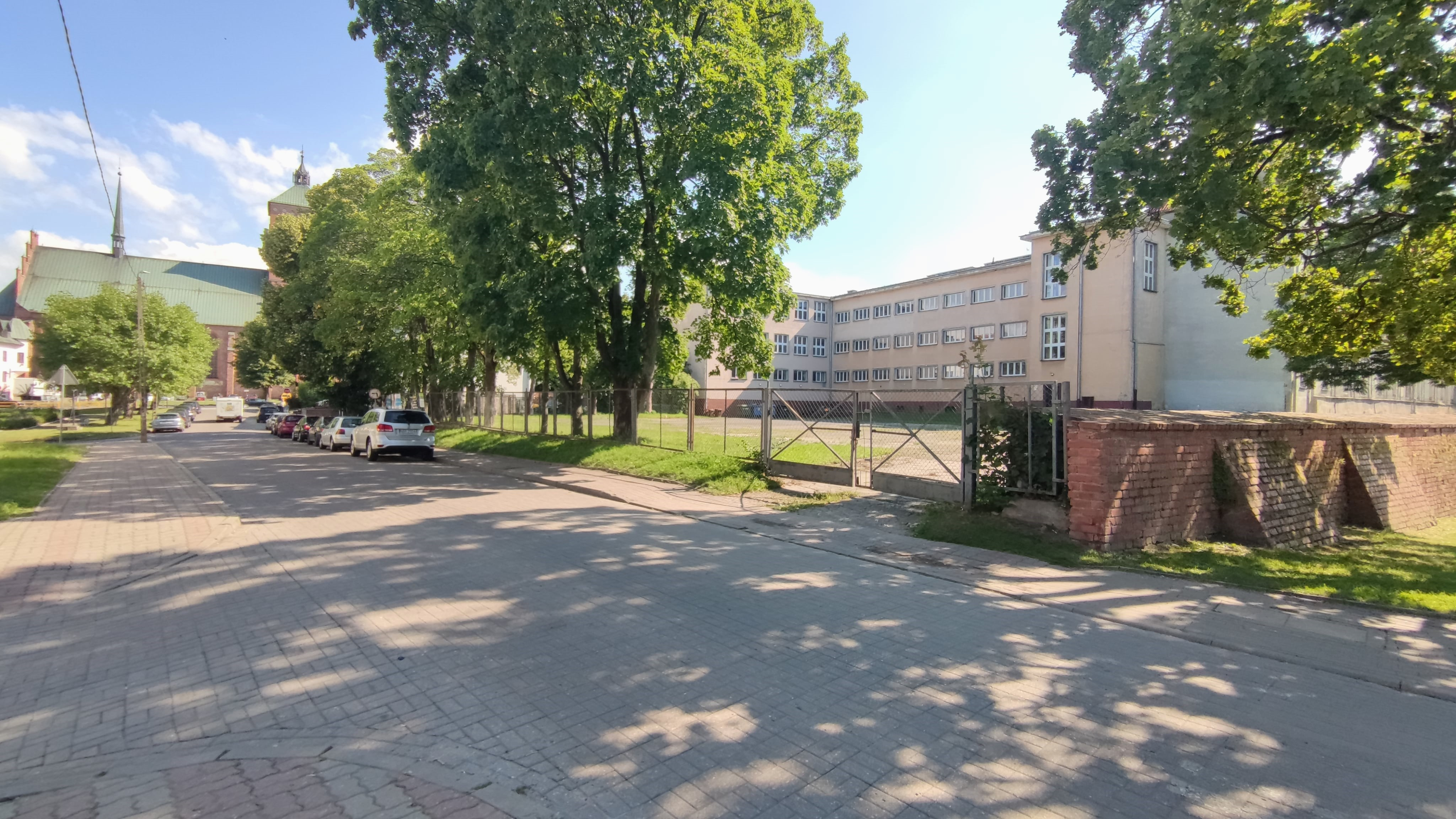
ul. Kromera

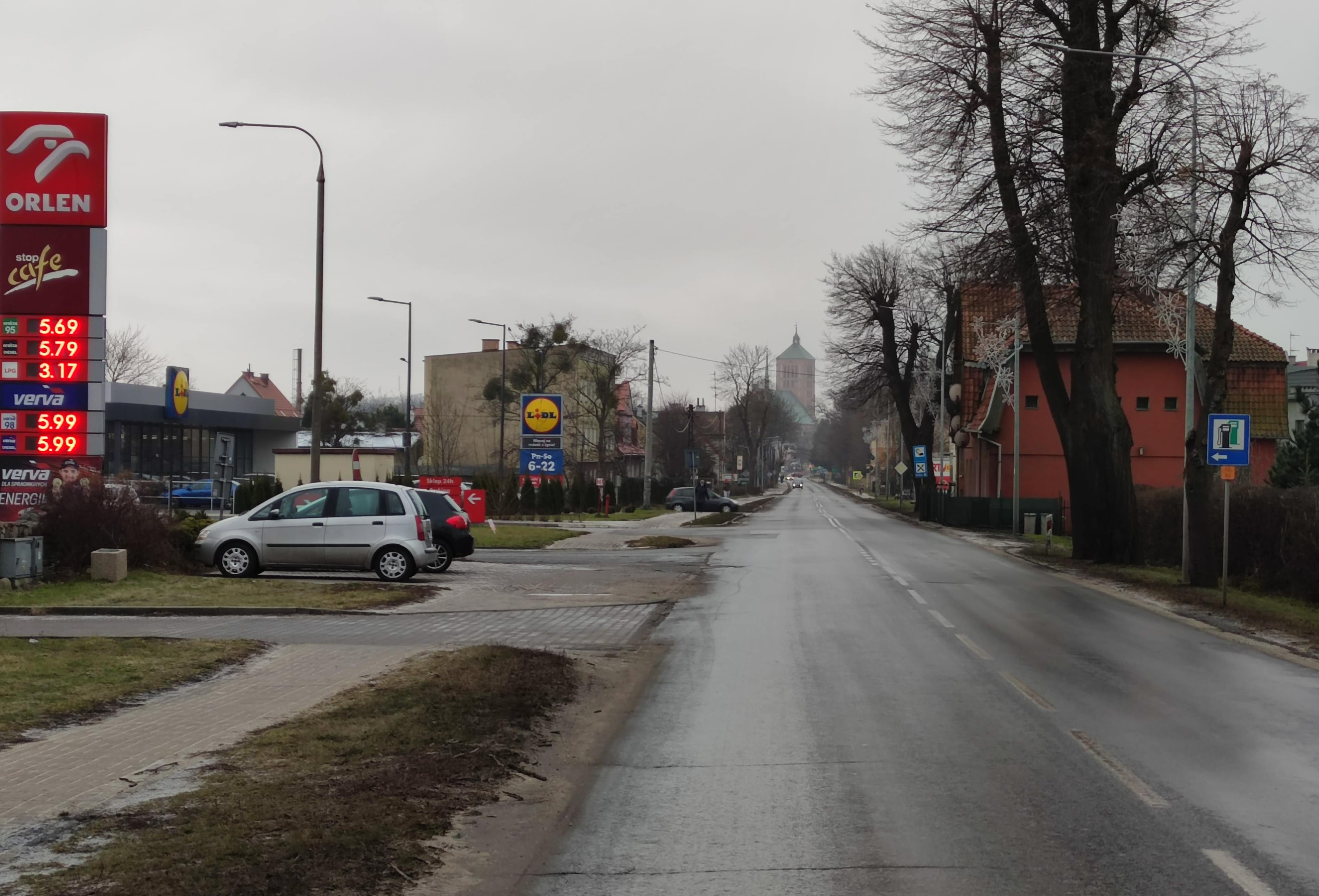
ul. Królewiecka

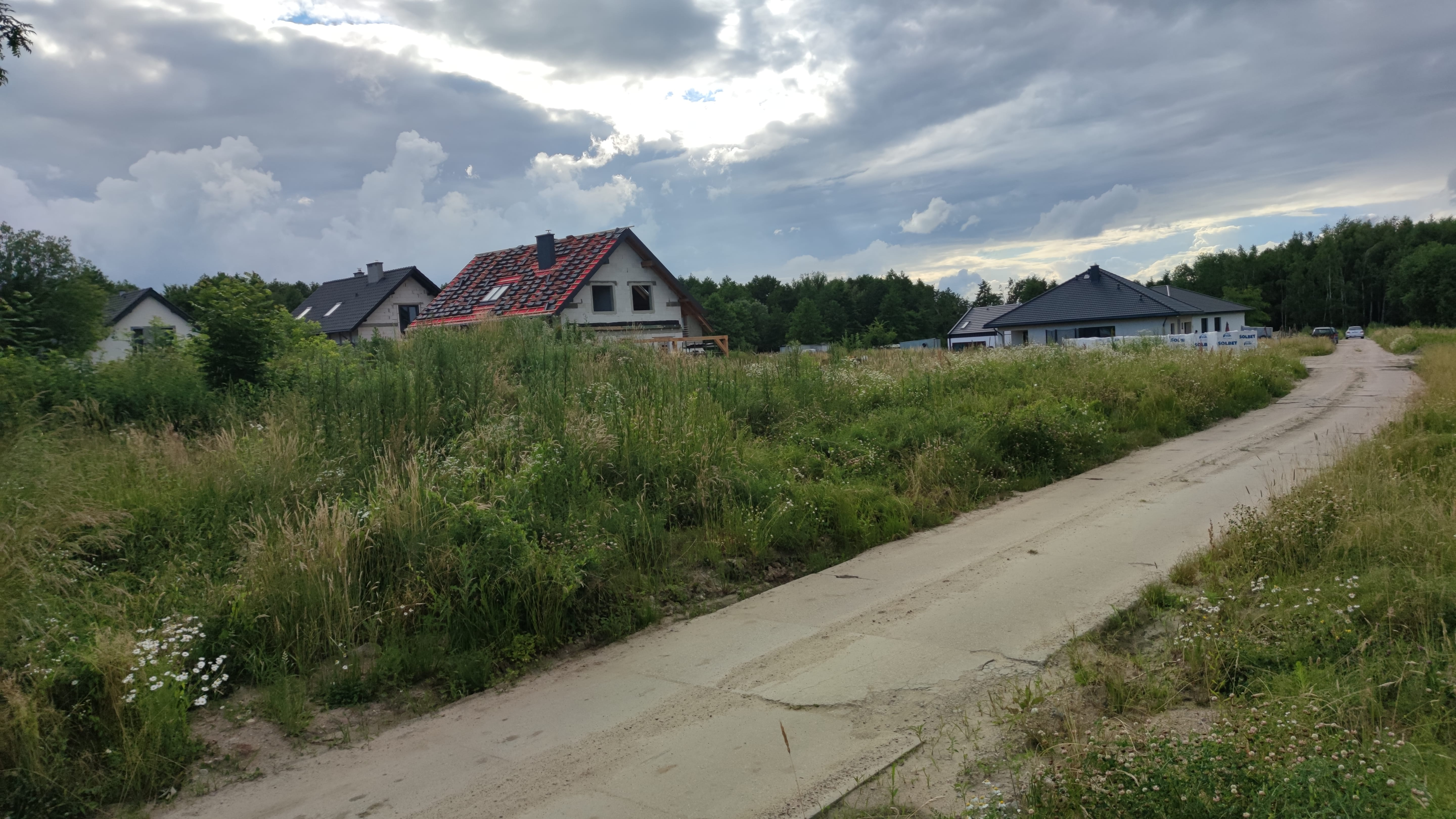
ul. Maratońska

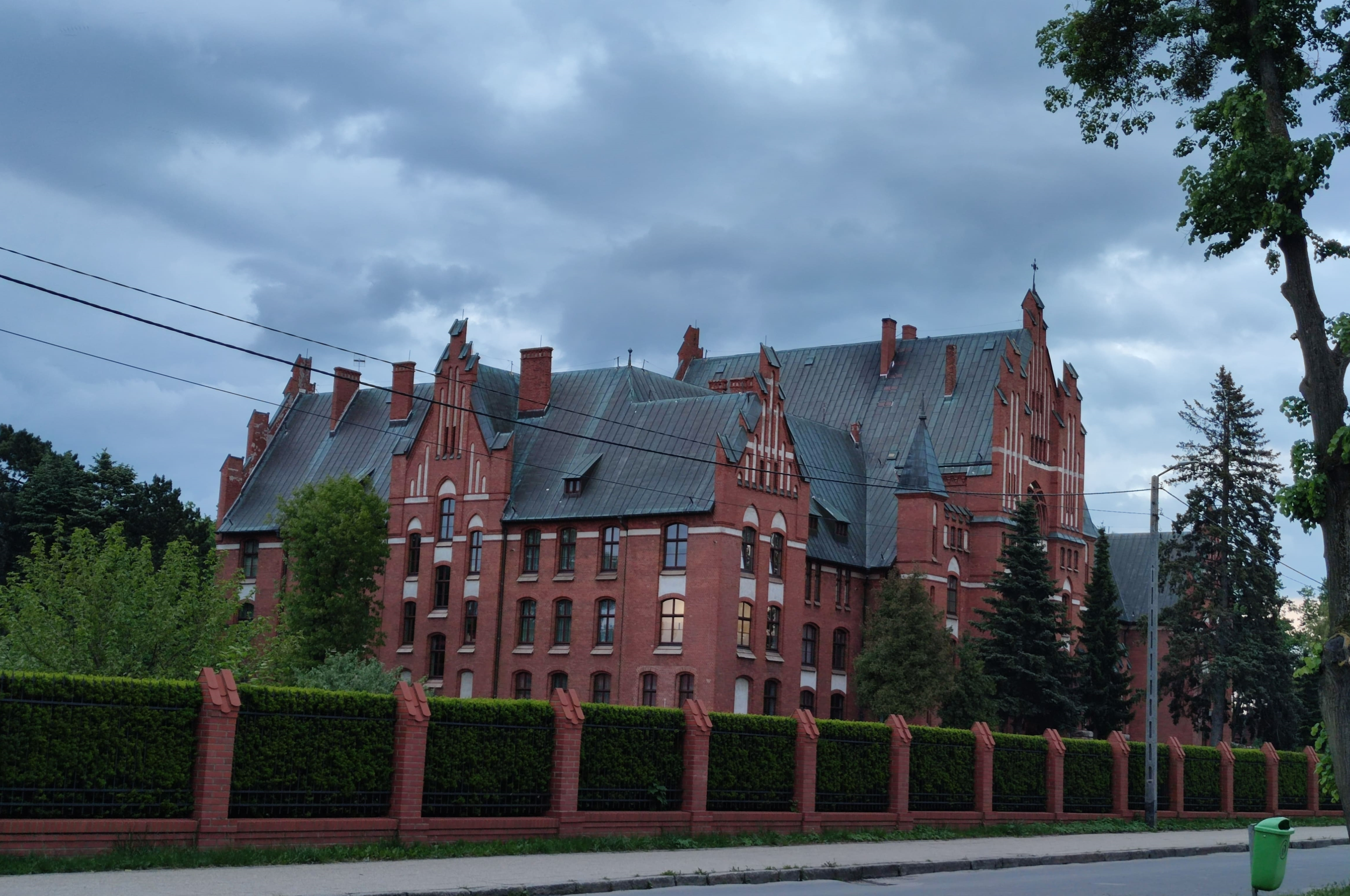
ul. Moniuszki

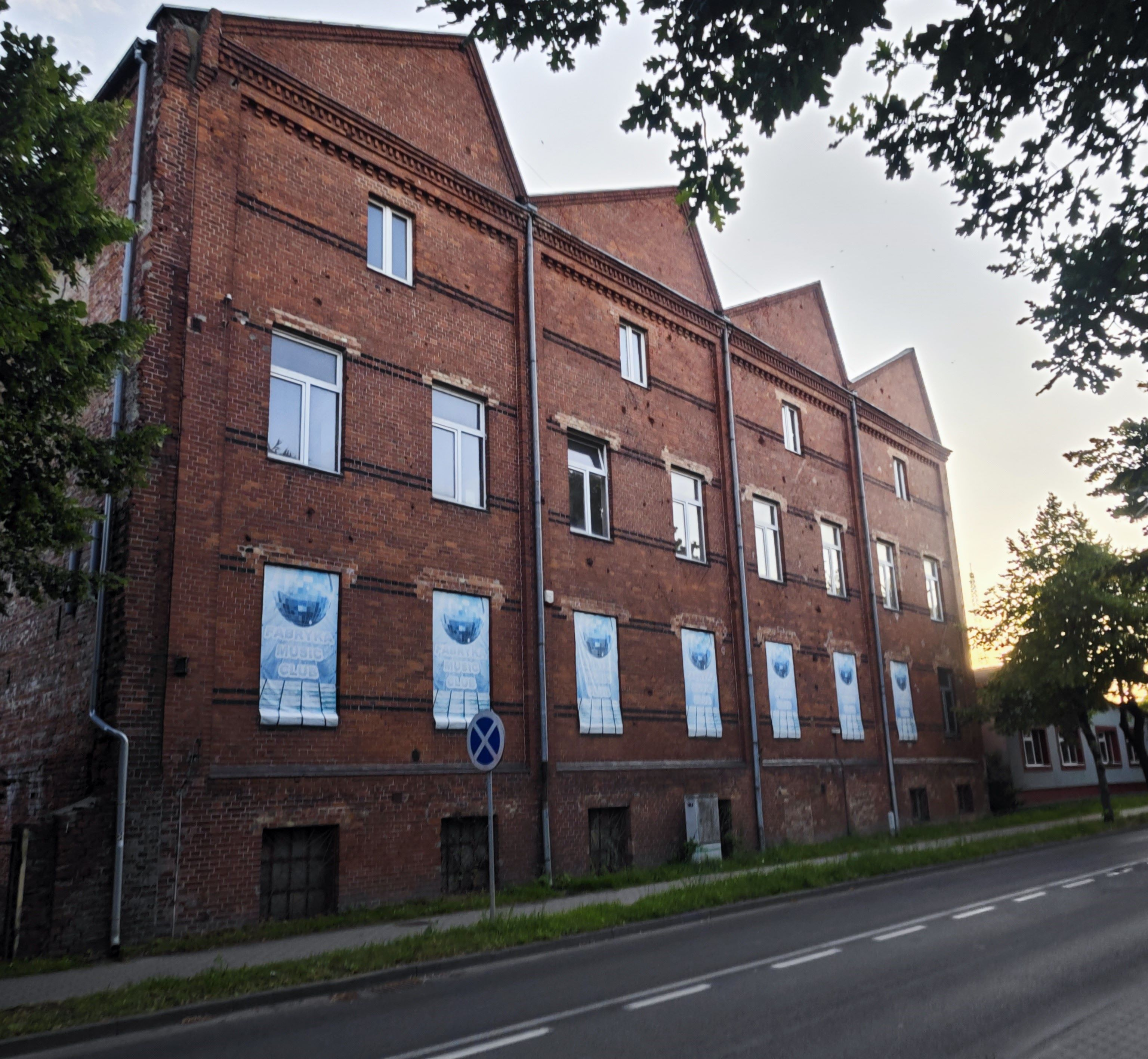
ul. Morska

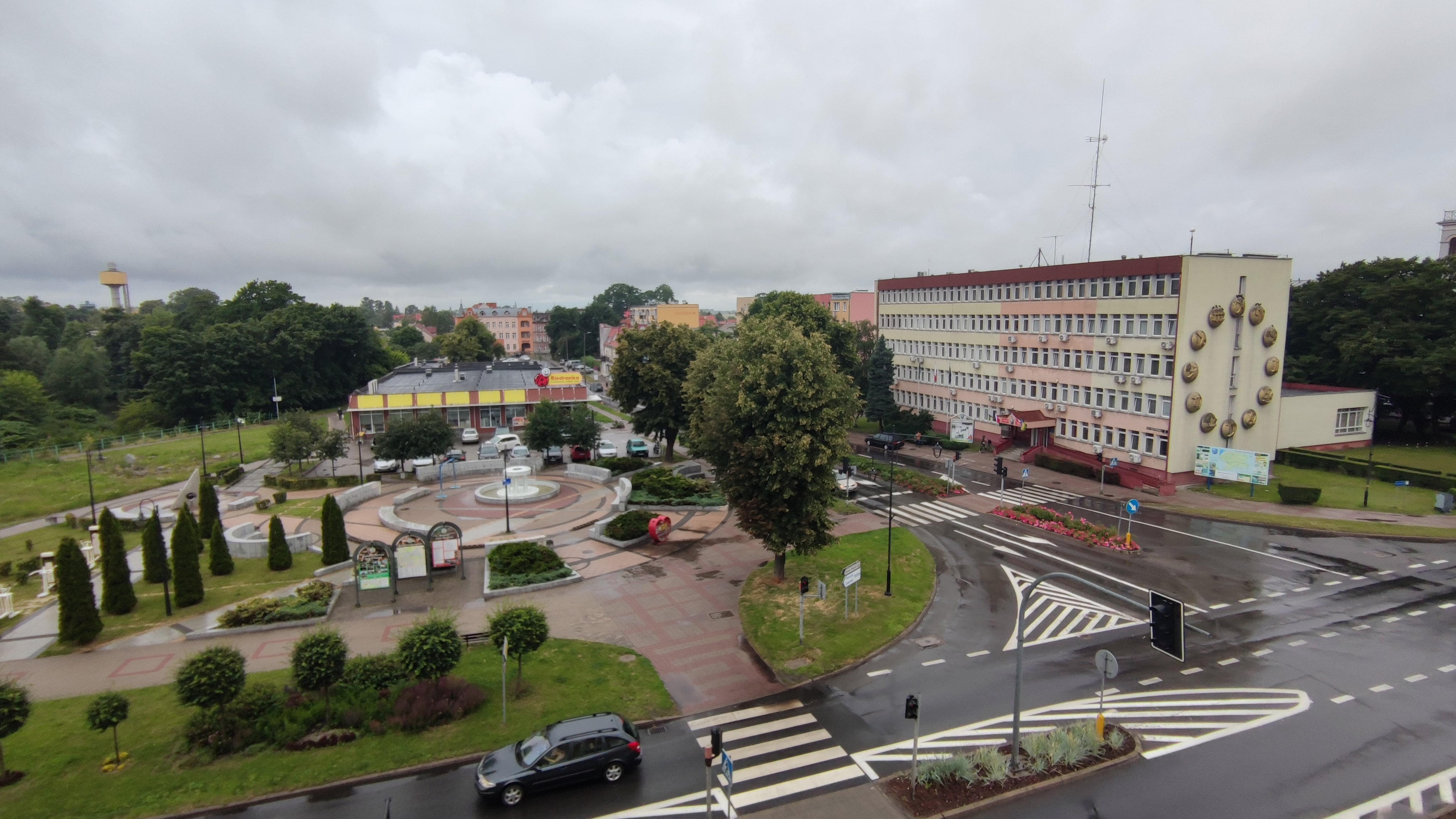
pl. Piłsudskiego

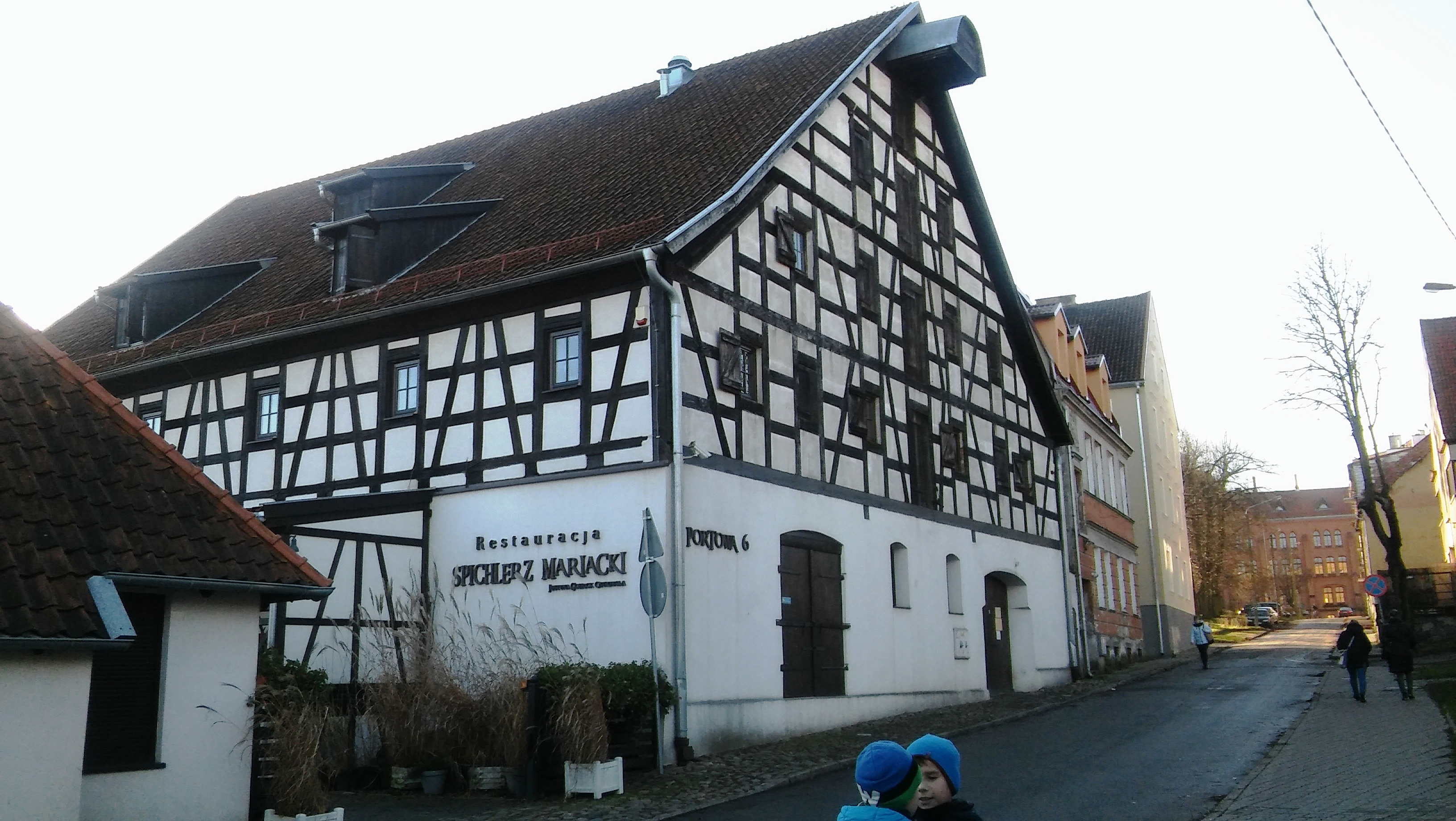
ul. Portowa

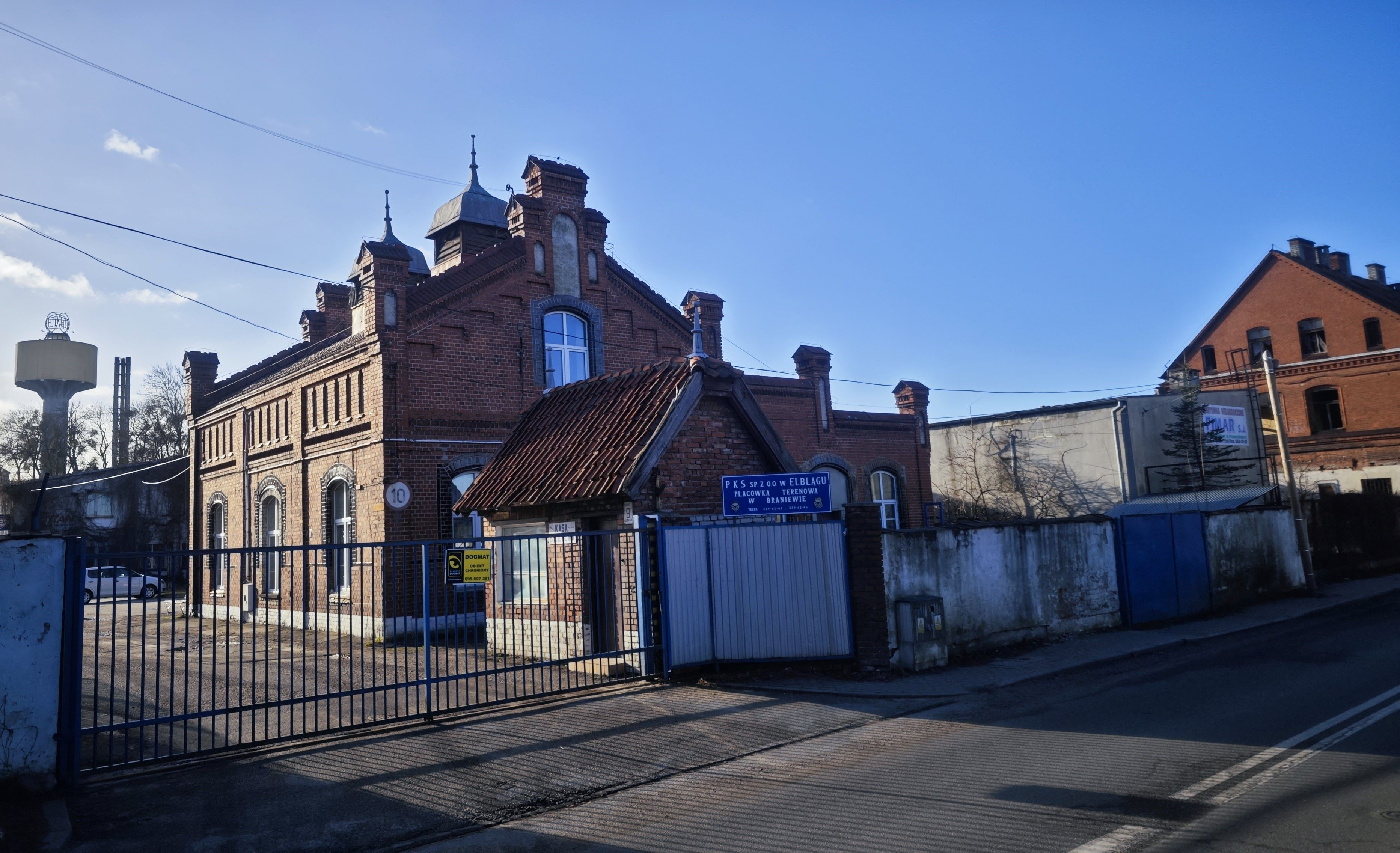
ul. Przemysłowa

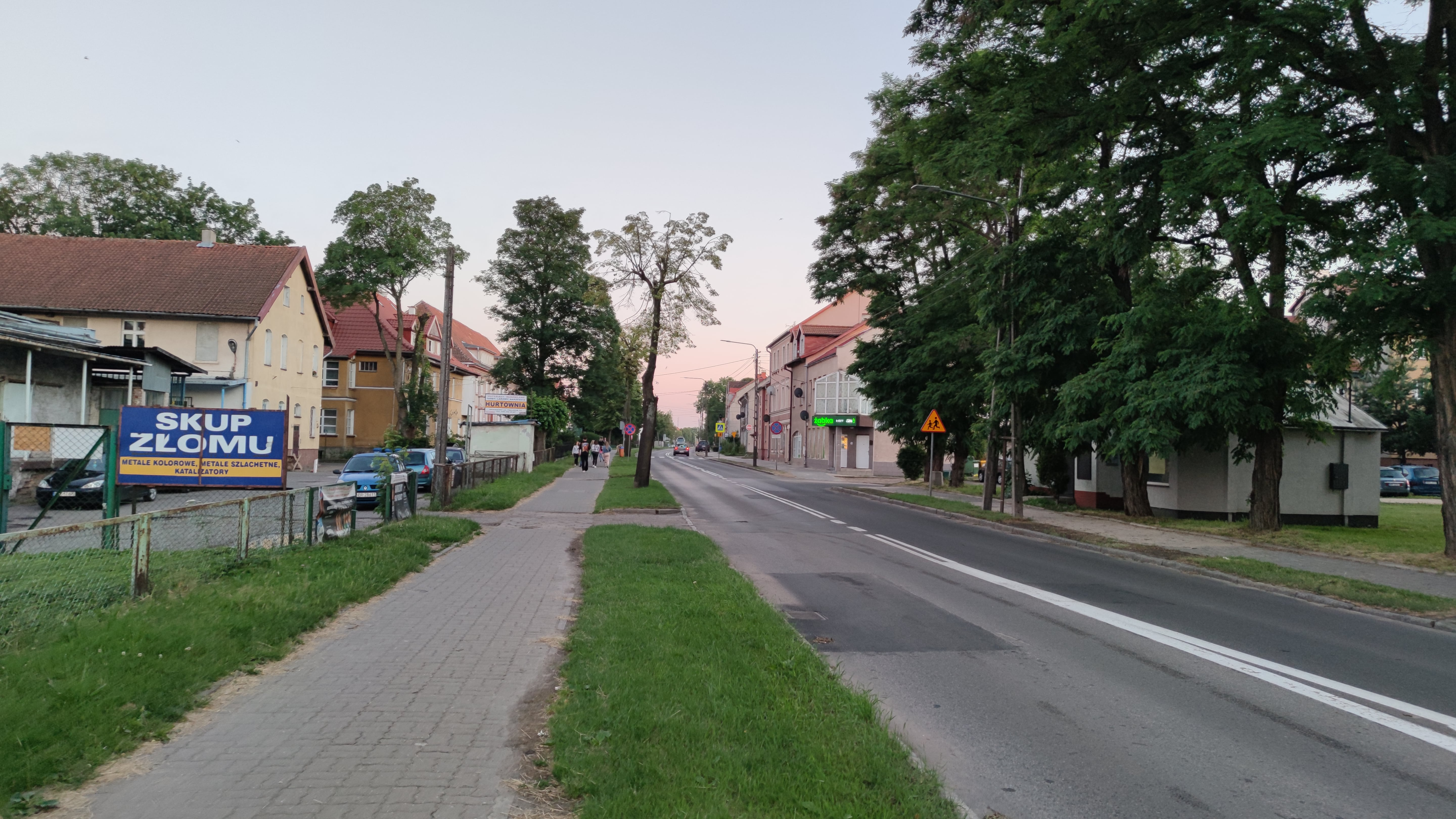
ul. Sikorskiego

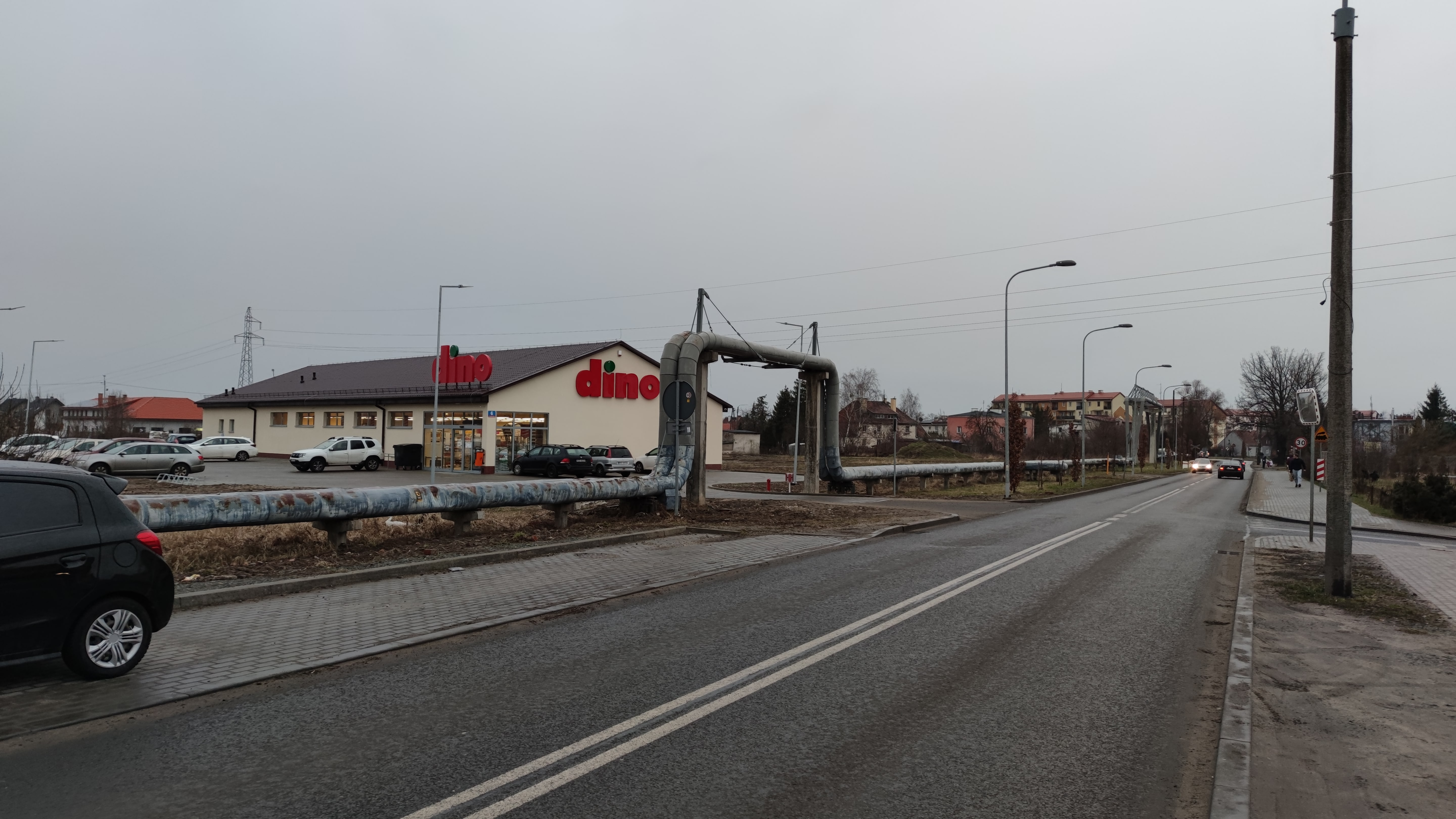
ul. Stefczyka

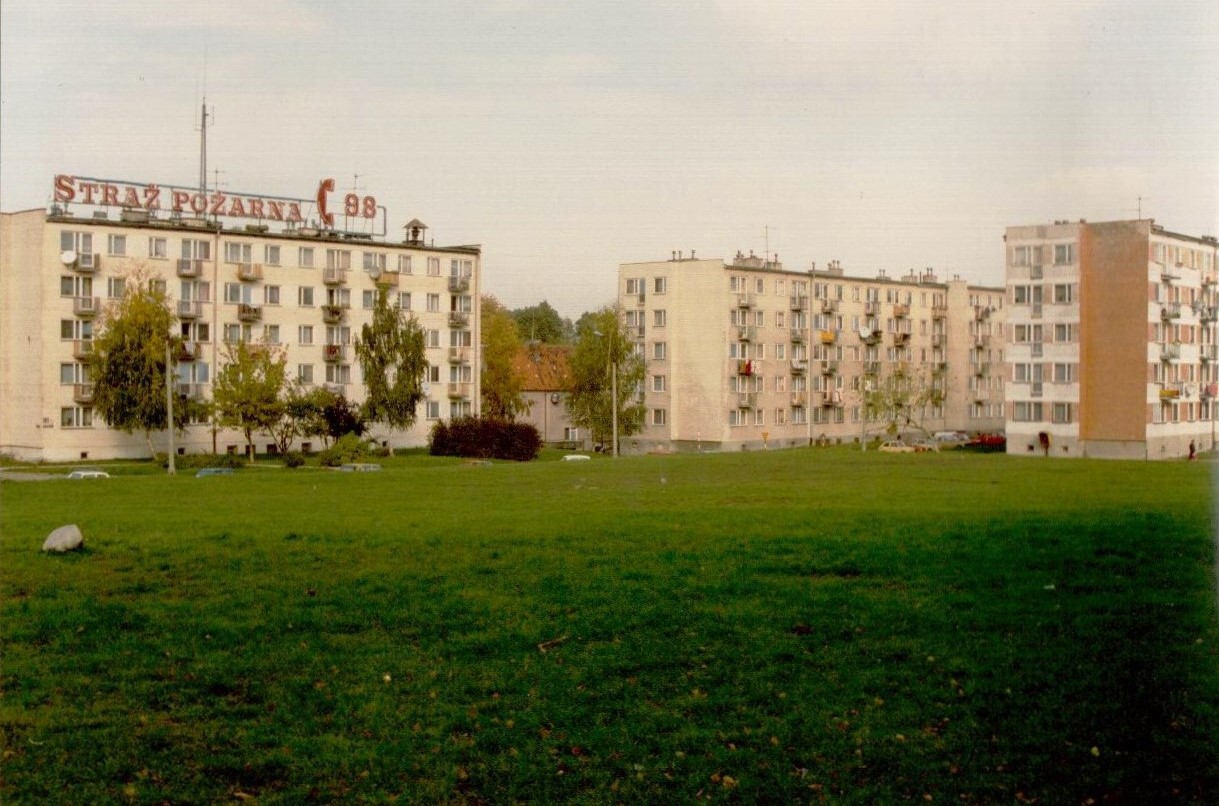
pl. Strażacki

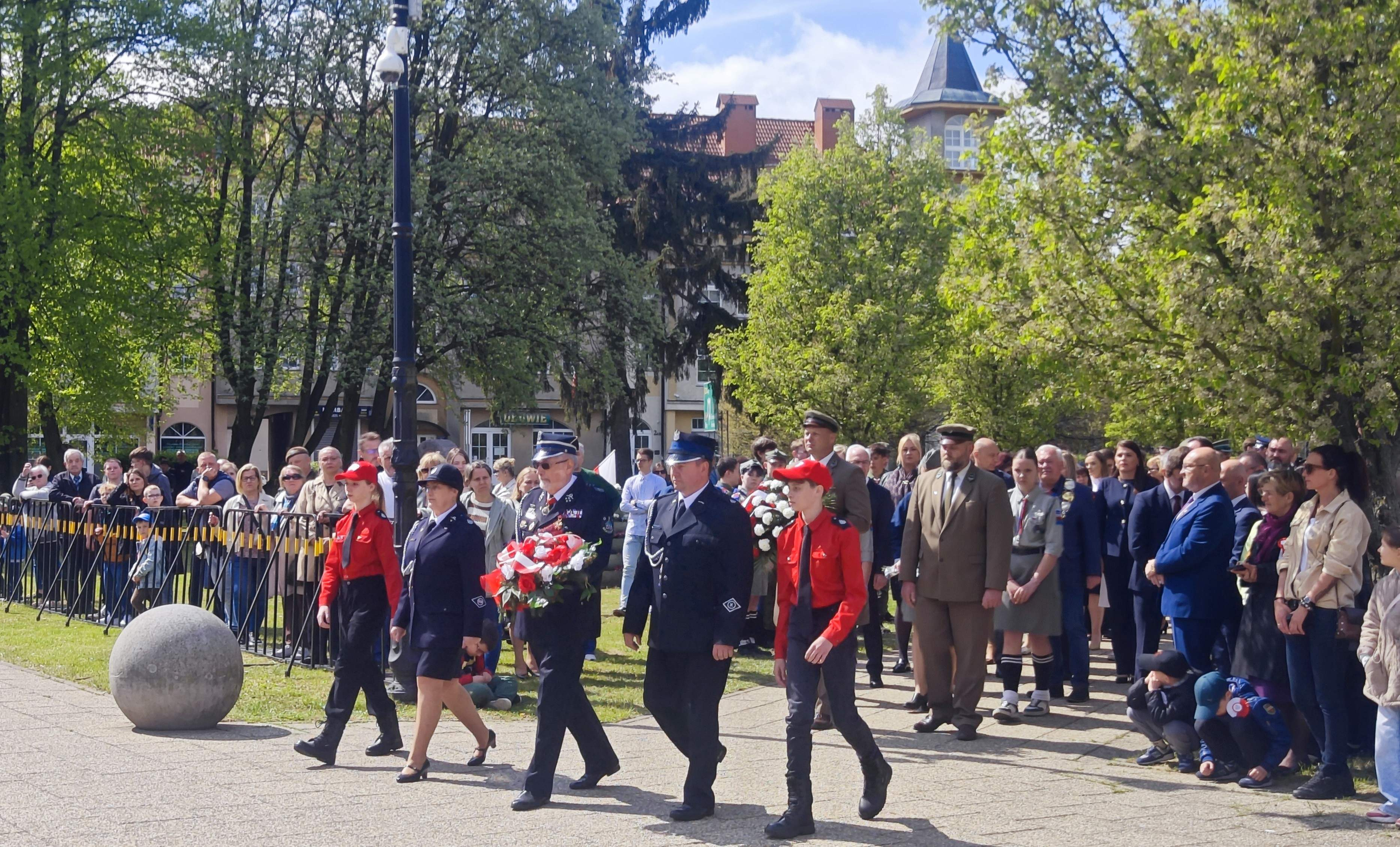
Skwer Sybiraków

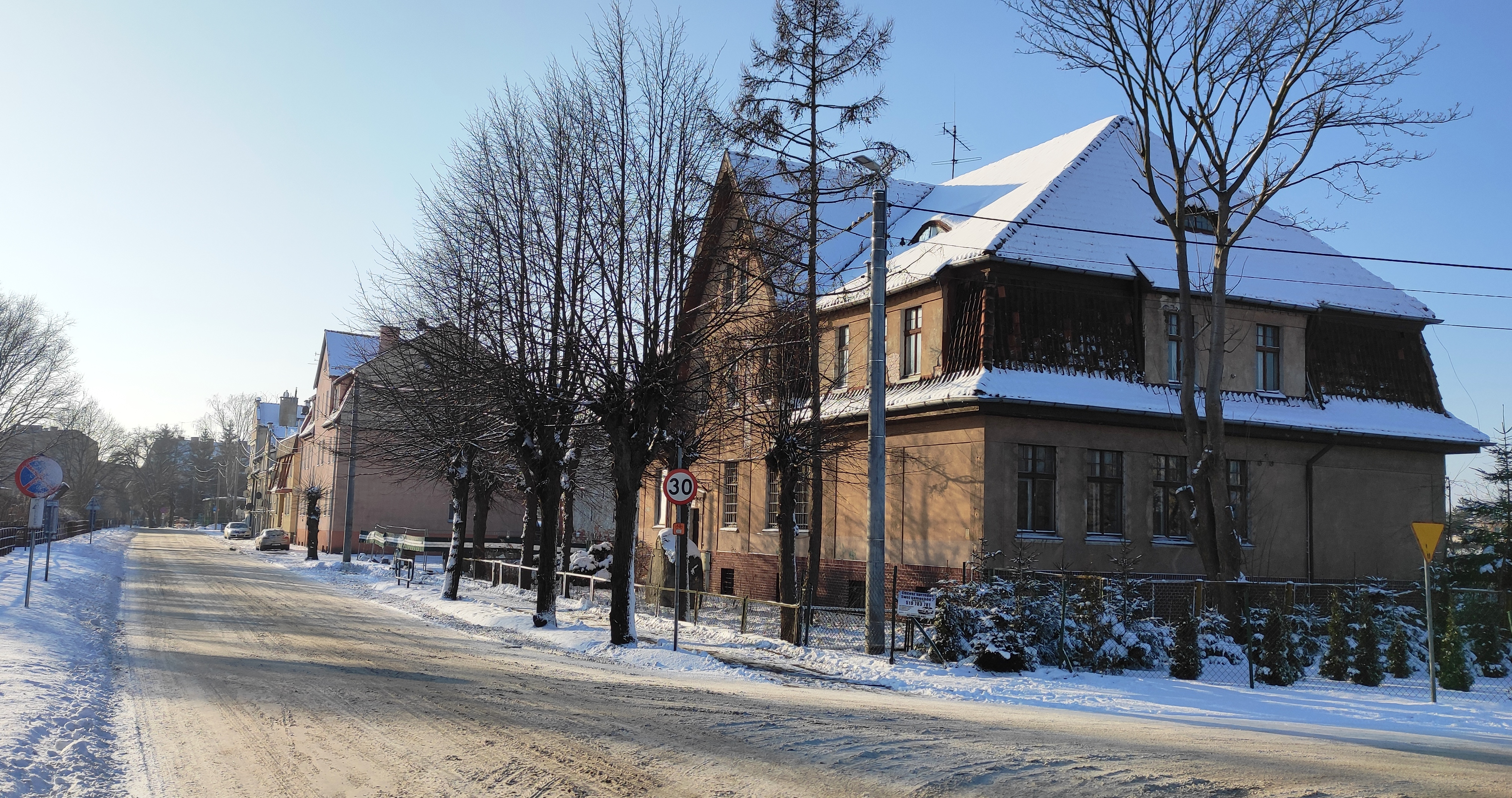
ul. Szkolna

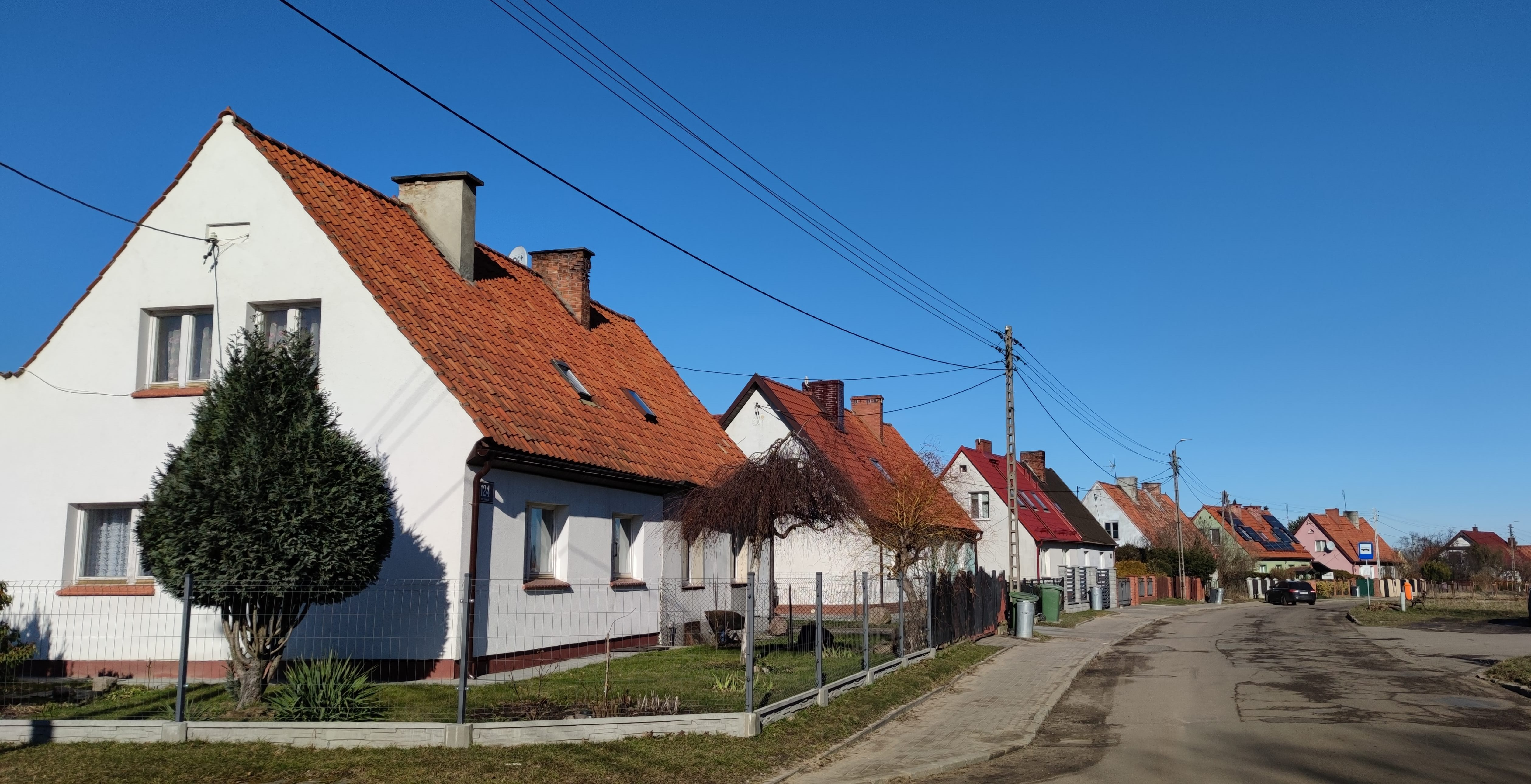
ul. Wileńska

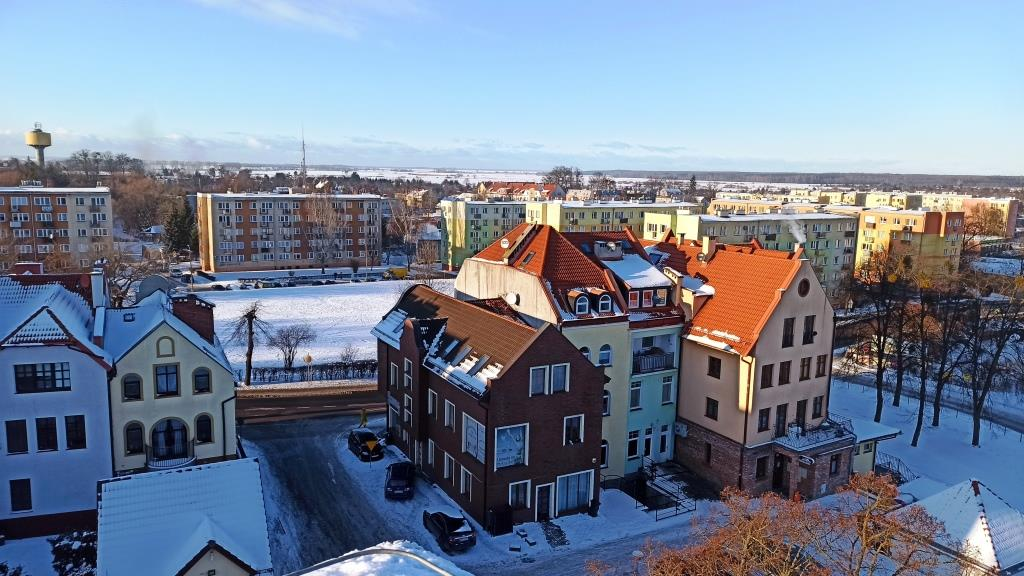
ul. Zamkowa

## Historia do 1945
Ulice Braniewa były od czasów średniowiecza do nastania ery komunikacji samochodowej wąskie i ciasne, tak samo jak w innych tej rangi miastach. Tylko niektóre z nich miały utwardzoną nawierzchnię. Nie posiadały oficjalnych nazw, opisów ani numerów. Nie oznaczało to wcale, iż nazw ulic czy też dzielnic wówczas nie używano. Przeciwnie – nazwy poszczególnych ulic występują w źródłach już od czasów średniowiecza i niektóre z nich zachowano w niezmienionej formie podczas oficjalnego nadawania mian w połowie XIX wieku.
W 1802 ulice Braniewa zostały rozświetlone pierwszymi latarniami. W 1818 władze ponumerowały budynki w mieście i to zarówno mieszkalne, jak i te o innym charakterze, a także inne grunty, zakładając w tym celu księgę wieczystą miasta. Nazwy ulicom zostały nadane urzędowo w 1845 roku. Był ku temu już czas, gdyż miasto po połączeniu Starego Miasta i prawobrzeżnego Nowego Miasta liczyło już łącznie osiem i pół tysiąca mieszkańców i dalej szybko się rozrastało. W 1913 na łączną długość 17 100 m ulic znajdujcych się na terenie miasta tylko 4560 m dróg nie było utwardzonych, przy tym uskarżano się, iż wiele wybrukowanych ulic zostaje uszkadzanych i niszczonych podczas masowego kładzenia instalacji wodnych, kanalizacyjnych i gazowych.
W I połowie XX w. miasto się nadal dynamicznie rozwijało i rozbudowywało. Na obrzeżach miasta powstawało wiele nowych ulic, którym często nadawano nazwy wielkich postaci związanych z miastem – tak powstały m.in.: Wichmannstraße, Arendtstraße, Flemingstraße, Seeligerstraße, Sydathstraße.
Po zagarnięciu władzy przez nazistowską partię NSDAP (Machtergreifung), w latach 1933–1935 roku nazwy poszczególnych ulic uległy zmianie. I tak zmienione zostały nazwy ulic: Berliner Straße na Ludendorffstraße, Neue Dammstraße na SA-Straße, Marktstraße na Hindenburgstraße, Vorstädtischer Markt na Adolf-Hitler-Platz, Am Stadtpark na Horst-Wessel-Platz, Logenstraße na Otto-Weinreich-Straße.

## Historia od 1945

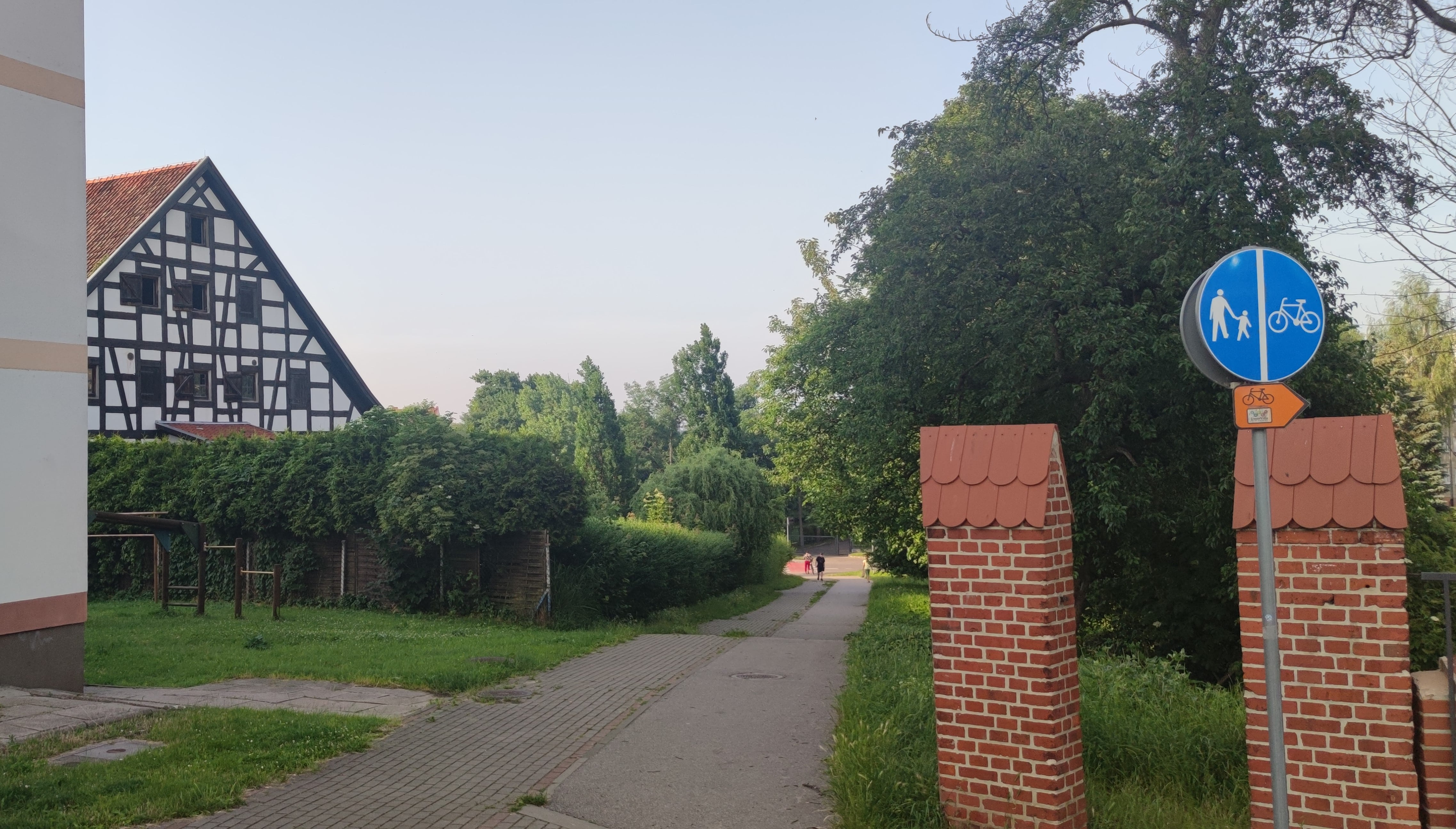
Przykład nienazwanej ulicy po wojnie (Schanzengasse)

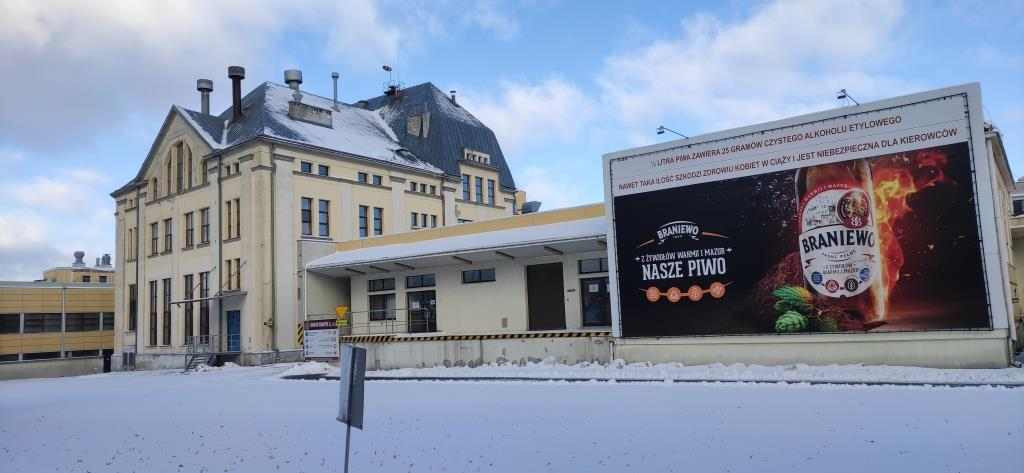
Przykład nieodtworzonej ulicy Gartenstraße (teren browaru)

Kolejną zasadniczą zmianę przyniósł koniec II wojny światowej. Już kilka miesięcy wcześniej, bo w lutym 1945 r., na konferencji jałtańskiej zdecydowano o likwidacji Prus Wschodnich i przyznaniu Braniewa Polsce. 20 marca 1945 miasto zajęły wojska radzieckie. Pod koniec maja 1945 zaczęli napływać polscy osadnicy. 7 lipca 1945 władza w Braniewie została przejęła przez polską administrację. Posługiwanie się językiem polskim wymusiło również nazywanie ulic w tym języku. Nie odtworzono i nie nazwano wielu przedwojennych ulic, gdyż brakowało planu, zapału, funduszy, a także nie było potrzeby w wyludnionym przez wojnę mieście. Zatracono po wojnie nie tylko cenną architekturę miasta, ale i średniowieczny układ wielu uliczek. Oficjalne nazwy ulicom zostały nadane dopiero w 1947 roku. Dokonała tego specjalna komisja Miejskiej Rady Narodowej w składzie: Roman Grynberg, Stanisław Rojek, Zygmunt Rarok, Longin Maliński i Wincenty Wiśniewski. Pewne dystansowanie się do „wyzwolicieli” uwidacznia się w nazewnictwie ulic – zmieniono nazwy ul. Stalina na „tylko” ul. Bohaterów Stalingradu oraz ul. Wandy Wasilewskiej na ul. gen. Świerczewskiego.
Ostatnią znaczną zmianę w nazewnictwie ulic Braniewa przyniosły przemiany ustrojowe 1989 roku. Z dniem 1 grudnia 1990 zniknęło z krajobrazu miasta siedem nazw ulic i placów, których patroni byli jednoznacznie kojarzeni z poprzednim systemem – tj. ulice Zwycięzców, Lenina, Partyzantów, Bohaterów Stalingradu, Świerczewskiego, Hanki Sawickiej i plac Skowrońskiego. Zastąpiono je nazwami bohaterów narodowych III RP (ul. Grota Roweckiego, ul. Sikorskiego, pl. Piłsudskiego), w następnych latach pojawił się również, dotychczas niemal nieobecny, patronat osób duchownych (ul. Protmann, ul. Kromera, pl. ks. Brandysa). Kolejne uchwały Rady Miejskiej w Braniewie dotyczyły nazywania bezimiennych ulic i placów lub nowo utworzonych.
| Nazwa ulicy                        | Nazwa ulicy do 1945 roku, o ile nie podano inaczej | Źródło               |
| ---------------------------------- | --- | -------------------- |
| ul. 1 Maja                         | Schichauer Weg | [ 14 ]               |
| ul. 700-lecia                      | |                      |
| ul. 9 Maja                         | Ritterstraße | [ 14 ]               |
| ul. Akacjowa                       | nowo utworzona Uchwałą RM z dnia 13 kwietnia 2022 | [ 9 ]                |
| Amfiteatr im. Henryka Mrozińskiego | Pflaumengrund, po wojnie otrzymał imię w 2016 | [ 15 ]               |
| rondo im. gen. Władysława Andersa  | nazwane 6 maja 1998 | [ 13 ]               |
| ul. Armii Krajowej                 | Institutsstraße, Seeligerstraße, ul. Zwycięzców do 1990, od 1 grudnia 1990 ul. Armii Krajowej (ulica zawiera też obszar przedwojennej Bullengasse, wcześniej Am Bullenteich),                                                    | [ 14 ] [ 16 ] [ 17 ] |
| ul. Krzysztofa Kamila Baczyńskiego | nowo utworzona Uchwałą RM z dnia 20 lutego 1991 | [ 18 ]               |
| ul. Jana Bażyńskiego               | nowo utworzona Uchwałą RM z dnia 20 lutego 1991 | [ 18 ]               |
| ul. Józefa Bema                    | Seydlitzstraße | [ 14 ]               |
| ul. Błotna                         | Petershagener Weg | [ 14 ]               |
| ul. Botaniczna                     | Stiftsweg, Am Stadtgraben (część) | [ 14 ]               |
| pl. ks. Prałata Tadeusza Brandysa  | Nazwany Uchwałą RM z dn. 31 marca 2010 | [ 19 ]               |
| ul. Brzozowa                       | Fliederweg | [ 14 ]               |
| ul. Bursztynowa                    | nowo utworzona w 2018 | [ 10 ]               |
| ul. Fryderyka Chopina              | nowo utworzona Uchwałą RM z dnia 24 maja 2017 | [ 11 ]               |
| ul. Cicha                          | nowo utworzona Uchwałą RM z dnia 20 lutego 1991 | [ 18 ]               |
| ul. Dąbrowskiego                   | |                      |
| ul. Dembińskiego                   | Ziethenstraße | [ 14 ]               |
| ul. Długa                          | Prof. Thienemann-Straße | [ 14 ]               |
| ul. Drewniana                      | Holzstraße | [ 14 ]               |
| ul. Drozdowa                       | Salzburger Straße | [ 14 ]               |
| ul. Dworzec Kolejowy               | Am Bahnhof | [ 14 ]               |
| ul. Elbląska                       | Berliner Straße/Ludendorffstraße (w l. 30. XX w. wydzielona z części ulicy Berliner Straße od nru 25) | [ 14 ] [ 20 ]        |
| ul. Fromborska                     | Berliner Straße (część), Vor dem hohen Tore | [ 3 ] [ 14 ]         |
| ul. Gdańska                        | Langgasse, po wojnie wydłużona o część Vorstädtischer Markt | [ 14 ] [ 21 ]        |
| ul. Gustawa Gizewiusza             | nowo utworzona 16 października 1984 | [ 22 ]               |
| ul. gen. Grota Roweckiego          | ul. Hanki Sawickiej do 1990, od 1 grudnia 1990 ul. gen. Grota Roweckiego | [ 16 ]               |
| pl. Grunwaldu                      | Teichstraße | [ 14 ]               |
| ul. Grzybowa                       | |                      |
| ul. Hozjusza                       | Fischergatz, Poststraße (po wybudowaniu poczty) | [ 14 ]               |
| ul. Jaśminowa                      | nowo utworzona Uchwałą RM z dnia 13 kwietnia 2022 | [ 23 ]               |
| ul. Jachtowa                       | nowo utworzona 16 października 1984 | [ 22 ]               |
| ul. Jagiełły                       | Bruno-Schaffrinski-Straße | [ 14 ]               |
| ul. Jaskółcza                      | Karlsbader Straße | [ 14 ]               |
| ul. Kajki                          | Karl-Freyberger-Straße | [ 14 ]               |
| ul. Katedralna                     | 1. Kirchenstraße | [ 14 ]               |
| ul. Kętrzyńskiego                  | Herbert-Norkus-Straße | [ 14 ]               |
| ul. Kolejowa                       | Lindenauer Chaussee | [ 14 ]               |
| ul. Kołłątaja                      | |                      |
| ul. Konarskiego                    | Ackerstraße | [ 14 ]               |
| ul. Kopernika                      | |                      |
| ul. Kościelna                      | Theaterstraße | [ 14 ]               |
| ul. Kościuszki                     | Marktstraße (do 1933, 20.04.1933 przemianowana na Hindenburgstr.) dalej jako Ermländische Straße, potem Bahnhofstraße (do 1945), zawierała też przed wojną obszar: Fleischstraße, Lindenstraße                                   | [ 14 ] [ 24 ]        |
| ul. Krasickiego                    | Flemingstraße | [ 14 ]               |
| ul. Marcina Kromera                | część ul. Gdańskiej do 1994, od 1 lipca 1994 ul. Kromera została wydzielona z ul. Gdańskiej | [ 21 ]               |
| ul. Królewiecka                    | Tamm, Schloßdamm, Königsberger Straße (do 1945), Stalina (do 1947), Bohaterów Stalingradu (do 1990), Królewiecka od 1 grudnia 1990                                                                                               | [ 14 ] [ 16 ]        |

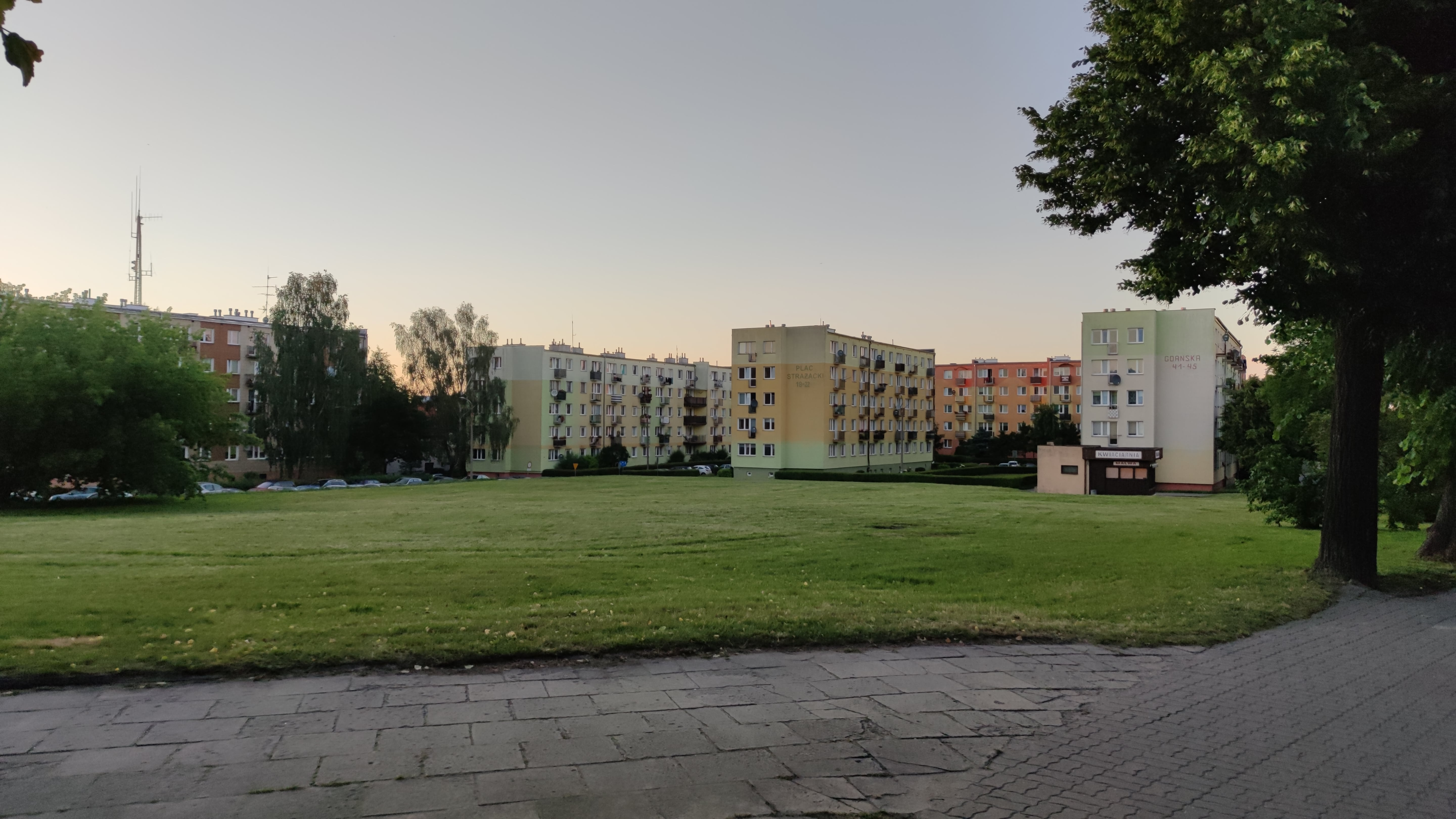
Przykład nieodtworzonych ulic Braniewa – teraz plac Strażacki

| ul. Krótka                         | |                      |
| ul. Kwiatowa                       | Feldstraße | [ 14 ]               |
| ul. Lipowa                         | Gerberstraße | [ 14 ]               |
| ul. Lisia                          | 1. Hofgasse | [ 14 ]               |
| ul. Łącznikowa                     | Brauerstraße | [ 14 ]               |
| ul. Łąkowa                         | Kanonenberg | [ 14 ]               |
| ul. Magazynowa                     | Sprindgasse | [ 14 ]               |
| ul. Malinowa                       | Schleusenstraße | [ 14 ]               |
| ul. Maratońska                     | nowo utworzona Uchwałą RM z dnia 13 kwietnia 2022 | [ 25 ]               |
| ul. Marynarska                     | Schulstraße | [ 14 ]               |
| ul. Jana Matejki                   | nowo utworzona z dniem 29 października 1985 | [ 26 ]               |
| ul. Mielczarskiego                 | Simon-Wichmann-Straße | [ 14 ]               |
| ul. Młynarska                      | Mühlenstraße | [ 14 ]               |
| ul. Mokra                          | Am Graben | [ 14 ]               |
| ul. Moniuszki                      | Rodelshöferstraße | [ 14 ]               |
| ul. Morska                         | Neue Dammstraße (zbudowana w dzisiejszym przebiegu w l. 1805–1824 – stąd określenie „nowa”), po 1933 SA-Straße | [ 7 ] [ 14 ] [ 27 ]  |
| ul. Mrągowiusza                    | Fritz-Thienemann-Straße | [ 14 ]               |
| ul. Mrówcza                        | Egerländer Straße | [ 14 ]               |
| ul. Nadbrzeżna                     | Treideldamm, Weg an der Passarge zur Kreuzkirche | [ 14 ]               |
| ul. Nowopasłęcka                   | nowo utworzona 16 października 1984 | [ 22 ]               |
| ul. Ogrodowa                       | Gärtnerstraße | [ 14 ]               |
| ul. Olimpijska                     | nowo utworzona Uchwałą RM w Braniewie z dn. 11 września 2012 | [ 28 ]               |
| ul. Olsztyńska                     | Mehlsacker Straße | [ 14 ]               |
| ul. Elizy Orzeszkowej              | nowo utworzona w 2018 | [ 29 ]               |
| ul. Parkowa                        | Gartenstraße (przed wojną dłuższa, przy Gartenstr. 10 położony był browar) | [ 14 ] [ 30 ]        |
| ul. PCK                            | Kreuzstraße, Krzyżowa (1945) | [ 14 ]               |
| ul. Piaskowa                       | |                      |
| ul. Pieniężnego                    | Otto-Reinke-Straße | [ 14 ]               |
| ul. Piłkarska                      | nowo utworzona Uchwałą RM z dnia 8 marca 2023 | [ 31 ]               |
| pl. Józefa Piłsudskiego            | Vorstädtischer Markt (do 1933, 20.04.1933 przemianowana na A.-H. Platz.), po wojnie pl. Skowrońskiego, od 1 grudnia 1990 pod obecną nazwą, zawierał też: Am Adler (do 1936 – Adlerstraße), Fischmarkt, Fabrikstraße, Neuer Markt | [ 14 ] [ 16 ] [ 24 ] |
| ul. Piwna                          | Töpferweg, Töpfergang | [ 14 ]               |
| ul. Portowa                        | Magazinstraße,Am Ascheberg, Am Glockenberg, Am Lehmberg | [ 32 ]               |
| ul. bł. Reginy Protmann            | Klosterstraße, po wojnie ul. Basztowa, od 2002 ul. bł. Reginy Protmann | [ 14 ] [ 33 ]        |
| ul. Przemysłowa                    | Logenstraße, od 1935 Otto-Weinreich-Straße | [ 14 ]               |
| ul. Reja                           | Memeler Straße, Lenina (do 1990), ul. Reja od 1 grudnia 1990 | [ 14 ] [ 16 ]        |
| ul. Różana                         | Rosenweg | [ 14 ]               |
| ul. Rzemieślnicza                  | Fließstraße | [ 14 ]               |
| ul. Sądowa                         | Johannisstraße (część), Am Stadtpark (część) | [ 14 ]               |
| ul. Sikorskiego                    | Malzstraße (do 1945), ul. Świerczewskiego (do 1990), od 1 grudnia 1990 ul. Sikorskiego | [ 14 ] [ 16 ]        |
| ul. Skośna                         | |                      |
| ul. Słoneczna                      | nowo utworzona Uchwałą RM z dnia 20 lutego 1991 | [ 18 ]               |
| ul. Słowicza                       | Reichenberger Straße | [ 14 ]               |
| ul. Smutna                         | |                      |
| ul. Sowińskiego                    | Scharnhorststraße | [ 14 ]               |
| ul. Spacerowa                      | Grünestraße | [ 14 ]               |
| ul. Sportowa                       | Angerstraße (Weg nach Wecklitzmühle) | [ 14 ]               |
| ul. Staszica                       | Braunschweiger Straße | [ 14 ]               |
| ul. Stefczyka                      | Zagerer Weg | [ 14 ]               |
| pl. Strażacki                      | zawierał wiele ulic, których nie odtworzono po wojnie |                      |
| ul. Sucharskiego                   | |                      |
| Skwer Sybiraków                    | nazwany 6 maja 1998, przed wojną nazywany Theresienstraße | [ 34 ]               |
| ul. Szkolna                        | Regitter Weg | [ 14 ]               |
| ul. Świętojańska                   | Johannisstraße | [ 14 ]               |
| ul. Świętokrzyska                  | Klenauer Weg | [ 14 ]               |
| ul. Traugutta                      | Erich-Koch-Straße | [ 14 ]               |
| ul. Wałowa                         | Am Stadtgraben |                      |
| ul. Warmińska                      | Hansastraße | [ 14 ]               |
| ul. Wąska                          | Neustädtische Kirchenstraße | [ 14 ]               |
| ul. Wiejska                        | Auestraße | [ 14 ]               |
| ul. Wileńska                       | Tannenbergstraße, Partyzantów (do 1990), od 1 grudnia 1990 ul. Wileńska | [ 14 ] [ 16 ]        |
| ul. Wodna                          | Wasserstraße | [ 14 ]               |
| al. Wojska Polskiego               | Yorkstraße | [ 14 ]               |
| pl. Wolności                       | Am Stadtpark, po 1933 Horst-Wessel-Platz | [ 14 ]               |
| ul. Wspólna                        | Danziger Straße | [ 14 ]               |
| ul. Zamkowa                        | Schloßstraße, po wojnie otrzymała własną nazwę w 2015 | [ 12 ]               |
| ul. Zielona                        | Arendt-Straße | [ 14 ]               |
| ul. Żeglarska                      | nowo utworzona 16 października 1984 | [ 22 ]               |
| ul. Żeromskiego                    | Sydath-Straße | [ 14 ]               |

## Nieodtworzone lub nienazwane współcześnie ulice i place
- Bergstraße (między Morską a Pasłęką, tuż za browarem)
- Breitestraße (plac Strażacki)
- Collegienstraße, od 1930 Kollegienstraße (przedłużenie Hozjusza do kolegium jezuickiego)
- Fleischerstraße (bloki należące do ul. Kościuszki)
- Fließstraße – równoległa do ul. Konarskiego
- Feuerstraße (plac Strażacki)
- Fischmarkt (targowisko miejskie)
- Gartenstraße (między Morską a Browarem)
- Himmelsleiter (schody przy Baszcie do fosy)
- Junkerstraße (plac Strażacki)
- Kastanienalleee (tuż za browarem)
- Lindenstraße (bloki należące do ul. Kościuszki)
- Moenkestraße (za sądem do Spacerowej)
- Mauerstraße (między Gdańską 6 a 10)
- Schanzengasse – przed 1818 jako „An den Schanzen” oraz „hinter dem Rohrteich”, po 1945 nienazwana, współcześnie chodnik pomiędzy placem Wolności a ul. Portową
- Schmiedestraße (plac Strażacki)